# 2020年の日本競馬
2020年の日本競馬（2020ねんのにほんけいば）では、2020年（令和2年）の日本競馬界についてまとめる。
2019年の日本競馬 - 2020年の日本競馬 - 2021年の日本競馬

## 新型コロナウイルスに伴う影響
2月から12月にかけては、世界的な新型コロナウイルス (COVID-19)感染拡大による開催などへの影響が中央競馬・地方競馬ともに多数生じた。各主催者とも開催競馬場へ一般客を入れずに無観客で開催していたが、11月3日以降はすべての主催者でそれぞれ制限を設けて開催競馬場へ一般客の入場を再開（後述）。各地の場外発売所は一時全面閉鎖されていたが、制限を設けて順次再開。発売・払戻は業務を再開した発売所（一部の発売所は休止中）や、電話・インターネット投票を中心に実施している。発売所の休止期間中に払戻有効期限を迎える投票券の払戻有効期限は、日本中央競馬会（JRA）が「2020年11月14日まで（後述）」、地方競馬全国協会（NAR）が「2021年1月2日まで（後述）」とした。また、発売・払戻の再開後に発売された投票券の払戻有効期限は「通常通り60日後」としている。
このほか、競走馬市場でも一部の競りで開催が中止されたり、インターネットオークション形式に変更されたりしている。

### 人馬交流競走
以下の期間中は、中央競馬と地方競馬で行われる相互交流競走や、中央競馬と地方競馬で行われる騎手交流競走が一部取りやめとなっている。
- 4月7日から4月30日まで
  - JRAの競馬場で施行する特別指定交流競走（重賞競走を除く28競走）を、地方競馬所属馬が出走できない競走として実施[7]。
  - 地方競馬で施行する地方競馬指定交流競走（ダート交流重賞競走を除く15競走）は、地方競馬指定交流競走としての実施を取りやめ[7]。
- 5月1日から5月31日まで
  - JRAの競馬場で施行する特別指定交流競走（重賞競走を除く66競走）を、地方競馬所属馬が出走できない競走として実施[8]。
  - 地方競馬で施行する地方競馬指定交流競走（ダート交流重賞競走を除く14競走）は地方競馬指定交流競走としての実施を取りやめるほか、騎手招待競走（ヤングジョッキーズシリーズトライアルラウンド川崎、2競走）も取りやめ[8]。
- 6月1日から6月28日まで
  - JRAの競馬場で施行する特別指定交流競走（重賞競走を除く47競走）を、地方競馬所属馬が出走できない競走として実施[9]。
  - 地方競馬で施行する地方競馬指定交流競走（ダート交流重賞競走を除く17競走）は地方競馬指定交流競走としての実施を取りやめるほか、騎手招待競走（ヤングジョッキーズシリーズトライアルラウンド金沢、2競走）も取りやめ[9]。
- 6月29日以降は、JRA・地方競馬ともに休止していた交流競走を再開する。ヤングジョッキーズシリーズトライアルラウンドは、取りやめとなった川崎・金沢ラウンドの振り替えを行わず、7月21日の盛岡ラウンドから実施する。なお、取りやめとなった4競走に騎乗予定だったJRA所属騎手については、本人の責によらず騎乗できなかったものとして取り扱う[10][11][12][13]。
- 8月29日・30日に札幌競馬場で開催を予定していた「2020ワールドオールスタージョッキーズ」を取りやめ。これに伴い、8月29日・30日の札幌競馬で番組変更を実施[14][15]。
  - 8月29日（第2回札幌競馬5日目）
    - 第10競走に組まれていた「2020ワールドオールスタージョッキーズ第1戦（3歳以上2勝クラス、芝1200m）」を「摩周湖特別」に変更。施行距離に変更はないが、負担重量が定量からハンデキャップに変更。
    - 第11競走に組まれていた「2020ワールドオールスタージョッキーズ第2戦（3歳以上3勝クラス、芝2000m）」を「オホーツクステークス」に変更。施行距離・競走条件とも変更はない。

  - 8月30日（第2回札幌競馬6日目）
    - 第10競走に組まれていた「2020ワールドオールスタージョッキーズ第3戦（3歳以上2勝クラス、ダート1700m）」を「苫小牧特別」に変更。施行距離・競走条件とも変更はない。
    - 第12競走に組まれていた「2020ワールドオールスタージョッキーズ第4戦（3歳以上2勝クラス、芝1800m）」を「支笏湖特別」に変更。施行距離・競走条件とも変更はない。
- 例年園田競馬場で行われている騎手招待競走「ゴールデンジョッキーカップ」について、本年度は実施しない[16]。
- 例年はワールドオールスタージョッキーズの地方競馬代表として出場する騎手を選抜する「地方競馬ジョッキーズチャンピオンシップ」について、本年は複数ステージ制での開催を取りやめ、10月19日に盛岡競馬場で2競走を実施する方式に変更（後述）[17]。

### 中央競馬

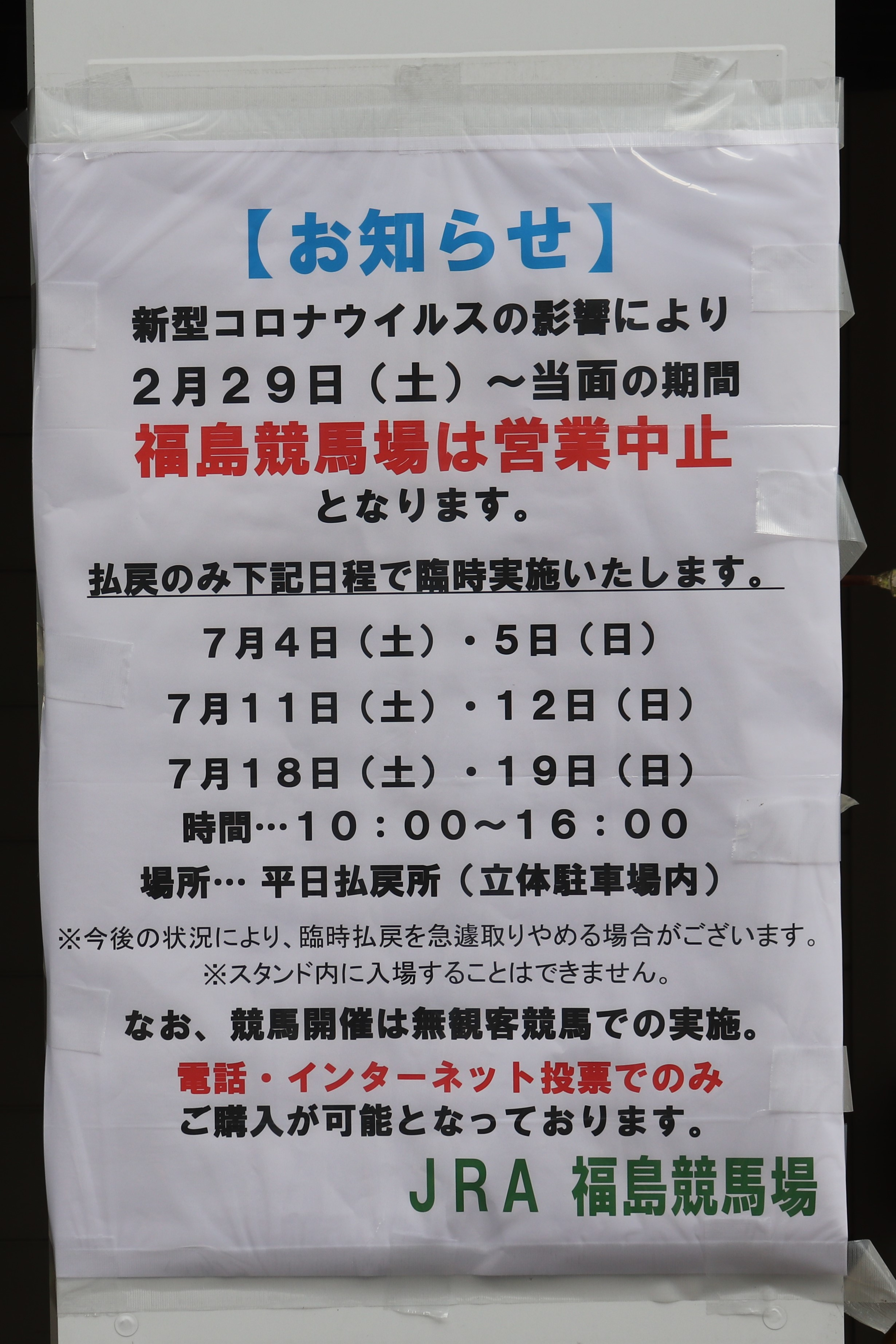
無観客競馬、競馬場の営業中止、臨時払戻の実施を伝える掲示。（JR福島駅にて）

- 開催競馬場で行っているファンサービスを、2月22日の開催から当面の間中止[18]。日本騎手クラブも、ファンとの握手やサインを当面の間自粛[19]。
- 2月26日より、開催競馬場指定席のインターネット予約を当面の間見合わせ[20]。
- 中央競馬の開催は2月29日から各競馬場とも無観客で施行[21]していたが、10月10日の東京・京都・新潟競馬より各競馬場ごとに人数を制限（下記参照）して一般客の入場を再開する。入場できるのは事前に専用サイトで指定席券を購入（抽選販売のみ。当日発売なし）した者に限られ、入場にあたってはマスク着用と指定席券が必要になる。開催競馬場では各場第1競走から第12競走、および前日発売レースを発売。レース映像やオッズ等の情報提供も行う。平日払戻所でも払戻を取り扱う。10月31日の福島競馬、および11月7日の東京・阪神競馬より、当面の間「スマートシート（指定席）」を設けて入場者数の上限を拡大する。これは従来自由席として利用されていたスタンド馬場側のいす席・ベンチ席などの一部を新たに指定席として割り当て、ネット予約の抽選対象としたもの[22][23][24][25]。
- 10月10日以降の1日あたりの最大座席数
  - 第4回東京競馬（10月10日 - 11月1日）：1047席
  - 第4回京都競馬（10月10日 - 11月1日）：778席
  - 第4回新潟競馬（10月10日 - 10月25日）：621席
  - 第3回福島競馬（10月31日 - 11月15日）：1907席
  - 第5回東京競馬（11月7日 - 11月29日）：4384席
  - 第5回阪神競馬（11月7日 - 11月29日）：2919席
  - 第5回中山競馬（12月5日 - 12月27日）：2542席（12月26日・27日に限り、250席の特設観覧席「グランプリシート」を追加[26]）。
  - 第6回阪神競馬（12月5日 - 12月27日）：2919席
  - 第3回中京競馬（12月5日 - 12月20日）：1735席
    - JRAは8月15日から9月6日まで開催された第3回新潟競馬について、7月30日に人数を限定して一般客の入場を再開すると発表した[27]が、8月8日に「全国規模で新型コロナウイルスの感染拡大傾向が顕著である」として、無観客開催に変更した[28][29]。当初は入場を新潟県内在住者に限定し、指定席をインターネットで事前予約のうえ抽選で販売。また席数は約600席に制限した。なお、購入済の指定席券はすべてキャンセル扱いとなり、指定期日までに専用サイトで返金手続きを行えば、指定席料金が返金される[27][30][31]。
- JRAは7月11日より、一部の事業所において発売・払戻を再開。発売は当初「当日の各場メイン競走と前日発売」に限られていたが、7月25日より「各場第9競走から第12競走、および前日発売レース」に拡大された（一部の事業所では発売レースが異なる）。各発売所とも営業終了時刻は14時まで（開催競馬場は17時まで）とされ、レースやオッズ表示の映像提供を行わないほか、当日の払戻ができず、翌日または翌週以降の払戻となる。入場にあたってはマスク着用を必須とするほか、入場時に検温を実施。発熱や体調不良等が確認された場合は入場を断るとしている[32][33][34]。9月12日以降、全国のパークウインズ（競馬場）・ウインズ・J-PLACEの大半で発売レース数や営業時間を制限して発売・払戻業務を再開。これにより、JRAでは2019年12月28日から2020年2月23日の間に発売された投票券の払戻有効期限を一律に「2020年11月14日まで」とした[35][1][36]。9月26日以降、太字で示した事業所では発売レース数を「各場第9競走から第12競走、および前日発売」に拡大するほか、新たに営業を再開する事業所が追加された（下記参照）。10月10日以降、一部の事業所では発売レースが「各場第1競走から第12競走、および前日発売」に拡大されるほか、当日の払戻も再開[37][38][39][40][41][42]。
- 最新の情報は、JRAが都度更新する「営業最新情報」を参照。
  - 7月11日より発売・払戻を再開する事業所
    - ウインズ：釧路、津軽、横手、米子、佐世保、八代、宮崎
    - J-PLACE：中標津、くしろ（Aiba）、静内、旭川、千歳、滝川、江別、岩見沢、苫小牧、石狩、小樽、登別室蘭、浦河、鳥取岩美、三刀屋、荒尾

  - 7月18日より発売・払戻を再開する事業所
    - J-PLACE：帯広[注 1]、釧路（ハロンズ）、旭川北彩都、名寄、ふかがわ、網走

  - 7月25日より発売・払戻を再開する事業所
    - パークウインズ（競馬場）：函館、福島
    - ウインズ：盛岡、水沢、新白河
    - J-PLACE：函館港町、種市

  - 7月26日より発売・払戻を再開する事業所
    - ウインズ：三本木
    - J-PLACE：大郷

  - 9月12日より発売・払戻を再開する事業所・発売レース
    - 各場メイン競走、および前日発売
      - パークウインズ（競馬場）：東京、京都、阪神
      - ウインズ：銀座、後楽園、錦糸町、浅草、汐留、新宿、渋谷、立川、川崎、横浜、新横浜、阿見（GI競走当日など特定日に限り「各場メイン競走、および前日発売」に制限[44]）、石和、名古屋、京都、難波、道頓堀、梅田、神戸、姫路、りんくうタウン
      - J-PLACE：札幌中央、札幌駅前、琴似駅前、伊勢崎、成田、木更津、名古屋、弥富、磯部、よかわ、和歌山

    - 各場第9競走から第12競走、および前日発売
      - パークウインズ（競馬場）：札幌、新潟（10月31日以降「各場第1競走から第12競走、および前日発売」に拡大[45]）、小倉
      - ウインズ：札幌、広島、小郡、高松
      - J-PLACE：福山駅前、柳津、高知、宿毛、藍住、観音寺

  - 9月13日より発売・払戻を再開する事業所・発売レース
    - 各場メイン競走
      - J-PLACE：ひたちなか

    - 各場第9競走から第12競走
      - J-PLACE：中郷

  - 9月12日より払戻のみ再開する事業所
    - 競馬場：中山、中京（いずれも平日払戻所にて10時から16時まで実施）

  - 9月19日より発売・払戻を再開する事業所・発売レース
    - 各場メイン競走、および前日発売
      - J-PLACE：笠松、恵那、鳥栖（笠松・恵那の前日発売はGI競走のみ、鳥栖は9月21日のみ中京競馬第9競走から第12競走、中山競馬メイン競走を発売）

  - 9月26日より発売・払戻を再開する事業所・発売レース
    - 各場第9競走から第12競走、および前日発売
      - エクセル：浜松、博多（座席の発売は行わず、座席エリアは閉鎖。利用1回あたり100円の利用料が必要。一時退場・再入場は不可）

  - 9月27日より発売・払戻を再開する事業所・発売レース
    - 営業日・発売レースは下記参照
      - ウインズ：浦和（各場第9競走から第12競走、および前日発売。日曜・祝日、およびGI競走前日の土曜日のみ営業）
      - J-PLACE：金沢（土曜日は各場第9競走から第12競走、GI競走のみ前日発売。日曜日は平地の重賞競走のみ発売）

  - 10月10日より発売・払戻を再開する事業所・発売レース
    - 各場第9競走から第12競走、および前日発売
      - パークウインズ（競馬場）：中山、中京

  - 10月11日より発売・払戻を再開する事業所・発売レース
    - 各場メイン競走
      - J-PLACE：船橋（毎週日曜日のみ営業）

  - 11月7日より発売・払戻を再開する事業所・発売レース
    - 各場第1競走から第12競走、および前日発売
      - エクセル：田無（9時20分から最終競走終了後概ね20分後まで営業。席数を175席に制限のうえ、会員本人のみ利用可能。新規会員受付は休止中）
      - J-PLACE：門別（前日発売はGI競走のみ）
- 3月28日以降に行われるJRAの全競馬場・全競走において、レース後の優勝馬口取り写真撮影や表彰式、記録達成時等のセレモニー、インタビューを全て行わない[46]。これに前後して、日本馬主協会連合会は3月28日・29日の開催において馬主の競馬場への入場を自粛することを決定し、JRAに申し入れた。JRAは無観客競馬の開催にあたり馬主の入場は禁止していないものの、東京都など首都圏で感染者数が急増していることから週末に不要不急の外出自粛要請が出されたことを受け、自主的に判断したもの[47]。
- 日本騎手クラブは4月11日から当面の間、新型コロナウイルス感染症拡大により影響を受けている人たちを支援するための基金を積み立てると発表。騎手が1回騎乗するごとに、1人あたり1000円を積み立てる[48]。また日本調教師会も、5月9日に新型コロナウイルス対応にあたる関係者を支援するための基金を積み立てると発表。調教師が管理馬を中央競馬で1回出走させるごとに1000円を拠出し、調教師会としての拠出金を合算して1000万円を目標にするとした[49]。このうち日本騎手クラブは5月31日までの積立金について、茨城県の「新型コロナウイルス感染症対策医療従事者応援金」と滋賀県の「滋賀県がんばる医療応援寄附」に各384万2000円（合計768万4000円）を寄付した。日本騎手クラブによる積立は継続され[50]、9月11日には6月6日以降の積立金から東京都保健福祉局へ300万円、京都大学医学部付属病院へ200万円を寄付した[51]ほか、旭川市の「新型コロナウイルス感染症対策基金」へも500万円を寄付したと12月28日に発表[52]。
- JRAは休止している勝馬投票券の払戻について、以下の事業所で臨時払戻を実施すると発表。対象はJRAの競馬場・ウインズ・エクセルで2019年12月28日から2020年2月23日までに発売した勝馬投票券に限られ、UMACA出金はできないほか、J-PLACEで発売された投票券の払戻もできない。「競馬場等での払戻再開から60日後まで」という払戻有効期限の延長措置に変更はない[53]。
  - 4月6日・13日・20日（いずれの日も10時から16時まで）
    - 競馬場等：札幌、函館、福島、新潟、新潟サービスセンター、中山、東京、中京、京都、阪神、小倉
    - ウインズ：札幌、釧路、津軽、横手、新白河、阿見、後楽園、錦糸町、浅草、汐留、新宿、立川、横浜、新横浜、石和、名古屋、京都、難波、梅田、神戸、りんくうタウン、姫路、広島、米子、小郡、高松、佐世保、八代、宮崎
    - エクセル：田無（会員のみ）、浜松、博多

  - 4月11日・18日（いずれの日も10時から16時まで）
    - ウインズ：盛岡、水沢、三本木
- JRAは4月に引き続き、6月にも下記の事業所で臨時払戻を行うと発表。対象となる投票券の発売期間は4月と同様だが、既にUMACA投票が導入済の事業所では精算可能残高の出金も受け付ける。また、競馬開催中の競馬場では観戦エリア内への立ち入りはできない[54]。
  - 6月20日・21日・27日・28日（各日とも10時から16時まで）
    - 競馬場等：札幌、函館、福島、新潟、中山、東京、中京、京都、阪神
    - ウインズ：札幌、釧路、津軽、横手、新白河、阿見、銀座、後楽園、錦糸町、浅草、汐留、新宿、渋谷、立川、横浜、新横浜、石和[注 2]、名古屋、京都、難波、道頓堀、梅田、神戸、りんくうタウン、姫路、広島、米子、小郡、高松、佐世保、八代、宮崎
    - エクセル：田無（会員のみ）、浜松、博多

  - 6月20日・27日（各日とも10時から16時まで）
    - ウインズ：盛岡、水沢

  - 6月27日・28日（各日とも10時から16時まで）
    - 競馬場等：小倉[56]
- JRAは4月・6月に続き、7月も臨時払戻を実施。対象となる投票券、およびUMACA出金に対応する点は6月と同様だが、対象事業所が6月よりも少なくなっている[57]。
  - 7月4日・5日・11日・12日・18日・19日（各日とも10時から16時まで）
    - 競馬場等：札幌、函館、福島、新潟、中山、東京、中京、京都、阪神、小倉
    - ウインズ：札幌、新白河、銀座、後楽園、錦糸町、浅草、汐留、新宿、渋谷、立川、新横浜、石和、名古屋、京都、難波、道頓堀、梅田、神戸、姫路、広島、小郡、高松
    - エクセル：浜松、博多
- JRAは発売を行っていないウインズのうち、札幌・後楽園・名古屋・梅田の4か所にて臨時払戻を実施。期間は8月29日から9月6日までの中央競馬開催日で、いずれも10時から16時まで。7月11日以降に発売再開した事業所等で発売された投票券の払戻も受け付けるが、J-PLACEで発売された投票券は取り扱わない[58][59]。
- 4月7日に改正新型インフルエンザ等対策特別措置法32条に基づく新型コロナウイルス緊急事態宣言が発出されたことを受けて、以下の期間で追加措置を実施。
  - （4月7日以降）4月の臨時払戻の一部取りやめ。対象は上記一覧のうち、取り消し線で示した緊急事態宣言対象区域内に所在する事業所[60]。その後、緊急事態宣言が全国へ拡大されたため、4月17日以降に予定されていた4月の臨時払戻もすべて取りやめとなった[61]。
  - （4月18日から5月31日まで）平地オープン・障害競走を除き、競走馬の他ブロックへの出走を認めない。期間中、美浦所属馬は第2回阪神競馬・第3回京都競馬、栗東所属馬は第3回中山競馬・第2回東京競馬へ出走することができない[62][63]。
  - （4月18日から5月31日まで）騎手が土曜日と日曜日で異なる競馬場へ移動して騎乗することを認めない（異なる競馬場で障害競走に騎乗する騎手は除く）[64][65]。
  - （4月10日から5月31日まで）通常は競馬場やトレーニングセンターにのみ設けられている調整ルームに加え、JRAが認定した場所（自宅・ホテル）を「認定調整ルーム」として運用し、騎乗当日に認定場所から競馬場へ移動することを認める。なお、認定調整ルームであっても公正確保に係る事項は遵守させることとし、違反した場合は騎乗停止を含めた処分がされる[66][67]。
  - （4月10日から当面の間）東京都に所在するJRA本部ビルを閉鎖[68]。
- 東京馬主協会は東京競馬の開催に感謝をこめ、東京競馬場が所在する府中市への地域貢献事業として、府中市内（35か所）および都内（42か所）の障害者施設へマスク21300枚を寄贈した[69]。
- 札幌競馬場では新型コロナウイルスの対応にあたる医療従事者へ感謝をこめ、5月13日から6月12日までの19時から21時まで、正門側のスタンド壁面を青くライトアップする[70]。
- JRA競馬学校では、6月6日・7日・13日・14日に予定していた騎手課程入試説明会を中止[71]。
- アメリカ・チャーチルダウンズ競馬場で5月2日に施行予定だったケンタッキーダービーが9月5日に延期されたことに伴い、2019-2020年度の「JAPAN ROAD TO THE KENTUCKY DERBY」の対象競走にユニコーンステークスを追加[72]。
- 日本調教師会は函館競馬の開催にあたり函館に滞在する厩舎関係者について、原則として外出を禁止すると通達。外出は生活必需品の購入や2・3名程度での食事に限られ、函館競馬場へ出入りする際には各通用門にて、氏名・入退場時刻・外出先の記入が義務付けられるほか、門限も20時までとし、20時以降はすべての門が閉鎖される。また、函館競馬場への入厩も例年より遅れ、6月1日以降となる[73]。
- 例年10月に東京競馬場で開催されている全国ポニー競馬選手権「ジョッキーベイビーズ」は、各地区予選の円滑な実施が困難として本年の実施を取りやめ[74][75]。
- 開催中の函館競馬場に滞在している騎手30名は、函館競馬が開催できていることに感謝の意をこめ、6月22日に湯の川地区の海岸において、清掃活動のボランティアを行った[76][77]。また、函館に滞在中の厩舎従業員130名は7月9日、函館競馬が地域住民の理解のもと開催できていることへの感謝として、函館競馬場周辺の道路でごみ拾いのボランティア活動を行った[78]。
- JRAは、宝塚記念が施行された6月28日の売上から新型コロナウイルス感染症対策への支援として50億円を拠出[79]すると発表していたが、5億円増額して55億円を拠出し、あわせて拠出先も公表[80]。また、9月21日に行われる「JRAアニバーサリー（後述）」当日の売上からも30億円を拠出したほか、関連会社等を通じた支援も行った[81][82][79]。
  - 6月28日の売上からの支援先等
    - 医療関係機関に対する支援
      - 競馬場等が所在する15都道府県を通じた支援：30億円
      - 独立行政法人国立病院機構を通じた支援：10億円
      - 独立行政法人労働者健康安全機構を通じた支援：5億円

    - 学生に対する支援
      - 独立行政法人日本学生支援機構を通じた支援：5億円

    - 社会福祉事業に対する支援
      - 社会福祉法人中央共同募金会を通じた支援：5億円

  - JRAアニバーサリー当日の売上からの支援先等
    - 医療機関への支援
      - 日本赤十字社：10億円
      - 全国厚生農業協同組合連合会の関係医療機関：5億円
      - 社会福祉法人恩賜財団済生会：5億円
      - 独立行政法人地域医療機能推進機構：5億円

    - 自治体への支援
      - ウインズが所在する10県（青森・秋田・山梨・静岡・鳥取・広島・山口・香川・長崎・熊本）への支援：5億円

  - その他の支援
    - JRAより
      - 競馬場・トレーニングセンター・ウインズ等が所在する自治体（全44自治体を予定）に、総額5億円を寄付。
      - 競馬場・トレーニングセンター近隣の医療機関へ医療備品等を寄贈（3億円、全29医療機関を予定）。
      - 日高・宮崎育成牧場近隣の医療機関へ医療備品等を寄贈（1000万円、全8医療機関を予定。JRAブリーズアップセールの売上から拠出）。
      - 競馬場・トレーニングセンター・ウインズが所在する市区町村へ：8億2000万円

    - JRAファシリティーズより
      - 同社事業所の近隣医療機関へ：1億5800万円
      - 同社事業所が所在する市区村へ：3700万円
- 中央競馬馬主相互会は、毎年4月に行っていた物故馬の慰霊祭を本年は中止すると発表[83]。
- 小倉競馬場乗馬センターは、乗馬スポーツ少年団の募集を本年は中止すると発表[84]。
- JRAは船橋競馬所属騎手に新型コロナウイルス陽性反応が出た（後述）ことを受け、8月19日の大井競馬第8競走に騎乗した内田博幸・菅原明良・戸崎圭太の3騎手に聞き取り調査を行った。その結果、濃厚接触者とは認められなかったが、JRAでは日本騎手クラブに対し、感染予防対策の徹底を再び要請する見通しとなった[85][86]。
- JRAは4月10日から5月31日まで運用していた「認定調整ルーム」（前述）について、9月11日より当面の間、運用を再開する。新たな運用として、開催日当日に認定調整ルームから競馬場へ移動する騎手の競馬場到着時刻を、「最初の騎乗予定競走の発走予定時刻から2時間前」とした[87]。
- 馬事公苑宇都宮事業所は、例年9月下旬に開催していた「馬に親しむ日」を本年は取りやめると発表[88]。
- JRAカード会員向けのポイントプログラム企画「競馬場来賓席・来賓室招待」「競馬場指定席招待」について、2020年はすべての開催日において取りやめとする。また、2020年末で失効するポイント（2018年に獲得したポイント）については、有効期限を1年延長する[89]。
- 有馬記念の公開枠順抽選会は実施するが、本年は一般観覧者の募集を行わないほか、出走馬関係者も参加しない[90][91]。
- ウインズ等の営業休止に伴い休止していたイベント「ウインズ探検隊日本漫遊スタンプラリー」を再開。期間は2020年11月14日から2021年9月5日までとし、スケジュールに余裕を持たせたほか、参加者とスタッフの接触を最小限に抑えるため一部オペレーションを変更した[92]。
- 例年中山競馬場と阪神競馬場で実施しているクリスマスイルミネーションについて、本年は中止とした[93]。
- 例年競馬場・ウインズ等で無料配布しているJRAオリジナルカレンダーについて、本年は有馬記念ファン投票と連動させ、40万人に抽選配布（カレンダーのみの応募も可能）とした[94]。
- JRAは11月26日、美浦・根本康広厩舎に所属する従業員1名が新型コロナウイルスに感染し、医師の指示の下で隔離・療養措置が取られていることを公表。28日以降の中央競馬の開催については予定通り開催の上、29日の東京競馬第4競走に出馬登録のある同厩舎の競走馬（牡3歳）については出走に支障がないように措置しているとした[95]。

### 地方競馬
地方競馬は11月3日よりすべての主催者で開催競馬場への入場が再開された（後述）ことに伴い、2019年12月29日から2020年2月26日までに発売された投票券の払戻有効期限について、一律に「2021年1月2日まで」とした。
地方競馬全国協会
- 地方競馬全国協会は5月27日、地方競馬の競馬場・場外発売所において来場客や従業員の感染防止に努めつつ業務を再開するための「競馬における新型コロナウイルス感染拡大予防ガイドライン (PDF) 」を策定（7月29日改訂）。

地方競馬教養センター
- 6月に予定していた第104期騎手課程の募集を延期し、10月21日より応募受付を開始。

日本レーシングサービス
- 日本レーシングサービスは、休止していた地方競馬の場外発売所「BAOO」について、6月22日から東広島を除く各発売所において地方競馬の発売・払戻を再開する。入場にあたってはマスク着用を必須とするほか、混雑状況により人数制限も行う。なお、BAOO東広島は発売を再開せず、営業を終了する。BAOO東広島では7月22日から8月31日までの10時から17時まで、払戻業務のみ行う。
  - 6月22日より発売・払戻を再開する事業所：BAOO高崎、BAOO鳥取岩美、BAOO三刀屋、BAOO宇部、BAOO博多、BAOO荒尾、BAOO天文館

ばんえい競馬
- ばんえい帯広競馬は2月29日から2019年度の閉幕日（3月24日）、2020年度の開幕日（4月24日）から7月6日まで無観客で施行していたが、7月11日より帯広競馬場へ一般客の入場を再開する。入場にあたっては検温を実施のうえ、マスク着用を必須とする。プレミアムラウンジは、10月3日から12月30日までのばんえい競馬開催日に開場。予約は電話のみで、利用日の2日前までに予約することを必須とした。1月以降については別途発表。
- 帯広競馬場および各場外発売所での発売・払戻は2月27日から休止となっていたが、6月20日より直営場外発売所（8か所）において発売・払戻を再開。発売は当初ばんえい競馬のみとされていたが、7月6日より他地区地方競馬の発売を再開。7月18日よりJRAの場外発売も再開する（琴似駅前は9月12日よりJRAの発売を再開。前述）。各発売所とも座席数の約半分程度に人数制限を行う。払戻は全ての地方競馬に対応するほか、JRAの投票券はJ-PLACEで発売された投票券に限り払戻を行う。
  - 6月20日より発売・払戻を再開する事業所：ハロンズ岩見沢（1階。JRAの発売・払戻は2階のホッカイドウ競馬で行う）、ハロンズ釧路、ハロンズ名寄、レラスポット北彩都、ミントスポット北見、アプスポット網走、イルムふかがわ、琴似駅前場外発売所
  - 7月11日より発売・払戻を再開する事業所：帯広競馬場（前述）

- 例年行われているJRA騎手との交流イベント「JRAジョッキーDAY」について、本年の開催を中止とした。
- ばんえい競馬は11月29日までに、ばんえい競馬を主催する帯広市農政部ばんえい振興課の職員2名が新型コロナウイルスに感染していたと発表。30日には濃厚接触者と判断され自宅待機している職員に検査を行った結果、新たに1名の感染を確認。当該職員は事務所内で勤務しており、競馬場来場者・調教師・騎手・厩務員との接触はなく、感染者を除く濃厚接触者は、全員が陰性と確認された。ばんえい競馬の開催については、執務に支障がないため予定通り開催する。

ホッカイドウ競馬
- 門別競馬は2020年度の開幕日（4月15日）から無観客で施行していたが、11月3日より門別競馬場へ人数を制限して一般客の入場を再開する。入場は専用サイトによる事前応募制で、50組100名に制限（募集人数超過の場合は抽選）。入場にあたってはNARが定めるガイドライン（前述）や、北海道が提唱する「新北海道スタイル」に基づく感染防止対策への協力を求めることとした。
- 門別競馬場および各場外発売所での発売・払戻は2月27日から休止となっていたが、6月17日より直営場外発売所（16か所）において発売・払戻を再開。発売は当初ホッカイドウ競馬のみとされていたが、6月22日から他地区地方競馬の発売も再開。営業日は当初月曜から金曜のみとなっていたが、7月11日より一部の事業所で土曜・日曜の発売・払戻を再開するほか、JRAの場外発売も行う（札幌中央・札幌駅前は9月12日よりJRAの発売を再開。前述）。各発売所とも座席数の約半分程度に人数制限を行う。なお、Aiba江別ではパドック・レース映像、およびオッズ表示の映像提供を行わない。門別競馬場では、11月7日より他地区地方競馬・JRAの場外発売を再開（常時滞留者を最大140名に制限。前述）。
  - 6月17日より発売・払戻を再開する事業所：Aiba（苫小牧・旭川・静内・小樽・滝川・浦河・中標津・千歳・函館港町・江別・石狩・札幌中央・札幌駅前・登別室蘭・くしろ）、ハロンズ岩見沢（2階。ばんえい競馬が所管する1階は6月20日より再開）
  - 7月11日より土日の発売・払戻を再開する事業所：Aiba（苫小牧・旭川・静内・小樽・滝川・浦河・中標津・千歳・江別・石狩・札幌中央・登別室蘭・くしろ）、ハロンズ岩見沢

- 馬主および生産者の門別競馬場への入場は開催日・能力検査実施日・非開催日を問わず自粛を要請していたが、9月22日以降に行われる重賞競走に限って、口取り写真撮影へ馬主の参加を認める。これにより、感染防止対策を行ったうえで、馬主と同伴者1名のみ門別競馬場へ入場が可能となる。11月3日から5日の開催期間中は、対象競走を全競走に拡大。11月3日のみ、馬主1名と同伴者1名のほか、生産者1名も口取り写真撮影に参加可能とした。
- 北海道調騎会は5月29日、消臭・除菌水2000リットルを門別競馬場が所在する日高町へ寄贈した。
- 例年各シーズンごとに実施していた競馬場・場外発売所の来場ポイントカード「Umaca」について、本年は実施を取りやめ。

岩手競馬（盛岡・水沢）
- 3月19日に盛岡市内で開催を予定していた「2019 IWATE KEIBA AWARDS」の授賞式・交流会を中止。
- 2020年度の盛岡・水沢競馬は4月5日から7月7日まで無観客で施行していたが、盛岡競馬場は7月12日より、水沢競馬場は8月22日より開催競馬場へ一般客の入場を再開する。入場にあたってはマスク着用を必須とするほか、検温も実施する。
- 発売・払戻は盛岡競馬場・水沢競馬場・各場外発売所ともに休止していたが、6月14日より一部の発売所において発売・払戻を再開する。発売は当初岩手競馬のみとされていたが、6月24日より一部の発売所で他地区地方競馬の発売も再開。JRAの発売は7月11日より順次再開（前述）。7月12日より、ウインズ津軽内岩手競馬発売所で発売・払戻を再開。発売は当面の間岩手競馬の前売発売のみとされ、14時で営業を終了する。14時以降の払戻は、翌日以降となる。レースやオッズ表示の映像提供は行わない。
  - 6月14日より発売・払戻を再開する事業所：盛岡競馬場、テレトラック（安代、種市、宮古、釜石、十和田、山本、横手、三本木）、DIKK秋田
  - 7月5日より発売・払戻を再開する事業所：UMACCO盛岡大通（大通場外発売所、ただしレース映像及びオッズ表示の放映は行わない）
  - 7月12日より発売・払戻を再開する事業所：ウインズ津軽内岩手競馬発売所
  - 6月24日より他地区地方競馬の発売を再開する事業所：テレトラック（安代、種市、宮古、釜石、十和田、山本、横手、三本木）、DIKK秋田
  - 7月8日より他地区地方競馬の発売を再開する事業所：盛岡競馬場、水沢競馬場

- 政府による緊急事態宣言の発令後は報道関係者による騎手や調教師へのインタビューを禁止するほか、厩舎も含めた業務エリア内への報道関係者の立ち入りも禁止。重賞競走優勝馬のゴール写真や勝利騎手・調教師のコメントは、競走終了後に希望があった報道機関等に対し、電子データで提供する。
- 下記の事業所において、以下の日程で臨時払戻を実施。岩手競馬のほか、他の地方競馬の勝馬投票券の払戻も行う。その後、緊急事態宣言が全国へ拡大されたため、4月17日以降の日程はすべて取りやめとなった。以下、日程の取り消し線は中止となった日。
  - 4月13日・20日：横手（JRAも払戻可）、津軽（JRAも払戻可）
  - 4月11日・18日：盛岡（JRAも払戻可）、水沢（JRAも払戻可）、大通、安代、宮古、山本、十和田、釜石、秋田、三本木（JRAも払戻可）、種市（JRAはJ-PLACEで発売された投票券のみ払戻可）

- 岩手県競馬組合は5月20日に行われた組合運営協議会で、無観客開催が9月末まで続いた場合、2020年度に3億6000万円程度の赤字が出るとの試算を示した。岩手競馬は単年度収支均衡が存続の条件となっており、赤字を出すことは許されないため、経費節減などの対策を急ぐとしている。

南関東公営競馬（大井・川崎・船橋・浦和）
- 南関東地区の4主催者は8月25日、船橋競馬所属騎手1名が新型コロナウイルス感染症陽性となった（後述）ことを受け、南関東地区に所属する騎手のPCR検査を実施すると発表。検査結果については判明次第、各主催者より発表される。
- 特別区競馬組合は2月21日、大井競馬場での場内イベントを24日の開催から一部中止することを決定。
  - 大井競馬の開催は2月27日から8月21日まで無観客で施行していたが、第9回大井競馬より人数を制限して一般客の入場を再開する（下記参照）。入場にあたっては、マスク着用を必須とする。
    - 第9回大井競馬（9月7日 - 11日）の入場は東京都内在住者に限定され、指定席を最大140名までに制限する。9月7日分のみ、8月17日付の各スポーツ紙（サンケイスポーツ、スポーツ報知、デイリースポーツ、東京スポーツ、東京中日スポーツ、日刊スポーツ）にて応募に関する記事を掲載。9月8日分以降は、専用サイトでの抽選販売とする。
    - 第10回大井競馬（9月19日 - 21日、24日・25日）では指定席に加え、一般席も人数を300名に制限して入場可能とした。一般席は事前応募制による抽選で、東京都内在住者に限定のうえ、当選者本人と同伴者1名までが入場可能。郵送される当選はがきを来場日当日に持参することを必須とした。
    - 第11回大井競馬（10月5日 - 9日）では、指定席を最大288名、一般席は550名に拡大する。いずれも東京都内在住者限定の事前応募制で、募集人数超過の場合は抽選となる。
    - 第12回大井競馬（11月1日 - 6日）では、指定席・一般席ともに都内在住者以外も応募可能とした。指定席の席数は11月3日のみ最大190名、左記以外は最大293名に制限。一般席は各日とも最大750名まで入場可能とした。
    - 第13回大井競馬（11月16日 - 20日）では、指定席を最大293名、一般席を最大550名までに制限し、いずれも事前応募制による抽選とした。
    - 第14回大井競馬（12月7日 - 11日）・第15回大井競馬（12月24日・25日、28日 - 31日）では、指定席を最大483名、一般席を最大750名までに制限し、いずれも事前応募制による抽選とした。

  - 発売・払戻は大井競馬場（ふるさとコーナーも含む）・各場外発売所ともに休止されていたが、一部の場外発売所において6月22日から発売・払戻を再開する。発売は当初南関東地区の4競馬場のみとされていたが、9月12日より一部の事業所でJRAの発売を再開（前述）。入場にあたってはマスク着用を必須とするほか、混雑状況により人数制限も行う。
    - 6月22日より発売・払戻を再開する事業所：ニュートラック（かみのやま、松山、福島）、益田場外発売所
    - 7月6日より発売・払戻を再開する事業所：offt京王閣、otttひたちなか、offt大郷、offt新潟、オープス中郷、オープス磐梯
    - 7月10日より発売・払戻を再開する事業所：offt伊勢崎
    - 11月1日より発売・払戻を再開する事業所：大井競馬場外向発売所（11月3日はテストオープンとして営業）
    - 11月4日より発売・払戻を再開する事業所：offt後楽園（11月3日はテストオープンとして営業）
    - 11月9日より発売・払戻を再開する事業所：offt汐留

  - 大井競馬場では、下記の期間に外向発売所で臨時払戻を実施。
    - 第10回大井競馬：9月19日から21日（14時から21時）、24日・25日（両日とも14時40分から21時）
    - 第11回大井競馬：10月5日から9日（14時から21時）

  - 大井競馬は5月11日、新型コロナウイルスの対応にあたる医療従事者へ感謝とエールを送るため、5月19日の大井競馬開催日に「ブルーライトアップ・セレモニー」を開催すると発表。当日は第9競走終了後に場内イルミネーションを青く点灯させたほか、TCK代表（東京都騎手会）による応援メッセージの発信、および医療従事者へ向けた拍手が行われた。
  - アメリカ・チャーチルダウンズ競馬場で5月2日に施行予定だったケンタッキーダービーが9月5日に延期されたことに伴い、2019-2020年度の「JAPAN ROAD TO THE KENTUCKY DERBY」の対象競走にジャパンダートダービーを追加。
  - 特別区競馬組合は6月24日に行われる大井競馬第11競走（第43回帝王賞）の売得金から0.5%（1464万円余り）を、新型コロナウイルス対策などの医療活動を支援するため、東京都福祉保健局に寄付した。
  - 特別区競馬組合は8月20日、所属調教師の赤嶺本浩がPCR検査の結果陽性反応を示したことを公表。管理馬については暫定的に他の調教師が業務を代行。また濃厚接触者がいた場合は自宅待機などの措置を取るとした。8月26日にはけがで療養中および他地区で期間限定騎乗中の4名を除く大井所属騎手30名と他地区から期間限定騎乗中の騎手1名にPCR検査を実施し、全員が陰性だったことを確認したと8月28日に発表。
  - 特別区競馬組合は11月19日、大井競馬場所属の厩務員が新型コロナウイルスのPCR検査で陽性であることを確認したと発表。当該厩務員は医師の指示で自宅療養しており、第13回大井競馬では業務に従事していない。今後は濃厚接触者を保健所と相談のうえ特定し、自宅待機などの対策を行うとしている。

- 神奈川県川崎競馬組合は3月2日から9月17日まで川崎競馬を無観客で施行していたが、10月11日より川崎競馬場へ人数を制限して一般客の入場を再開する。入場は公式サイトによる事前予約制で、特別観覧席（有料席）を各日とも最大400名に制限する（第11回川崎競馬は特別観覧席を最大800名に抽選販売、一般席は事前申請で最大1000名までに拡大）。入場にあたってはマスク着用を必須とするが、熱中症対策のため屋外で人と十分な距離が保たれている場合は、マスクを外すことも可能とした。また、第1入場門は入口専用、第2入場門は出口専用とした。10月19日より、南関東地区の場外発売も再開。
  - 川崎競馬では9月以降の入場再開に向けて、8月24日（第6回川崎競馬1日目）に人数を限定してプレオープンを実施予定としていたが、前週に行われた大井競馬で騎乗した船橋所属騎手1名がPCR検査で陽性と確認された（後述）ため、8月24日から26日の開催を取りやめ。プレオープンも実施しない。なお、27日と28日の川崎競馬は開催するが、27日・28日ともに川崎・浦和所属騎手のみが騎乗する。27日に出走を予定していた船橋所属馬はすべて競走除外とし、騎乗予定だった船橋所属騎手はすべて騎乗変更となった。また、中止となった8月24日 - 26日の代替競馬として、8月31日 - 9月2日に第7回川崎競馬を開催。一部番組を変更し、出走投票をやり直して開催する。第7回川崎競馬は船橋競馬所属馬も出走可能とし、濃厚接触者に該当せずPCR検査が陰性の船橋所属騎手も騎乗可能とした。26日に施行予定だった重賞競走「スパーキングサマーカップ」（SIII）は、9月2日に施行された。
  - 8月24日に取りやめとなったプレオープン（前述）の代替として、9月18日にプレオープンを実施。新規の募集は行わず、前回の当選者（161組）を優先して当選とするほか、前回落選者から再抽選を行い、追加で100組程度を当選とする。
  - 無観客開催中の払戻は川崎競馬場の外向投票所でのみ実施し、4月13日以降は休止としていたが、6月29日よりジョイホース双葉、7月13日よりジョイホース横浜・ジョイホース浜松において発売・払戻を再開する。発売は南関東地区の4競馬場とされているが、ジョイホース浜松では東海地区（名古屋・笠松競馬）も発売する。JRAの発売は9月12日より再開（前述）。入場にあたってはマスク着用を必須とするほか、混雑状況により人数制限も行う。
  - 川崎競馬場では第9回川崎競馬開催期間中の10月11日から16日まで、外向投票所にて臨時払戻を実施（各日とも14時から21時まで）。JRAの発売・払戻は行わない。
  - 神奈川県調教師会・神奈川県騎手会・神奈川県愛馬会は三者の連名で、地元医療活動への支援の一助として、川崎市に対し寄付を実施。さらに第2弾として、5月11日から15日までの開催期間中に関係者から寄付金を募り、「かながわコロナ医療・福祉等応援基金」へ65万6000円、川崎市へ20万円を寄付した。
  - 神奈川県川崎競馬組合は第6回川崎競馬で騎乗申込のあった騎手にPCR検査を実施したところ、全員が陰性だったことを公表。
  - 川崎競馬では10月14日の第6競走を『「かながわコロナ医療・福祉等応援基金」支援競走』として施行し、11月18日に売上の5%（320万1200円）を寄付した。

- 千葉県競馬組合は3月10日から10月2日まで船橋競馬を無観客で施行していたが、10月26日から船橋競馬場へ人数を制限して一般客の入場を再開する。入場は専用サイトによる事前応募制で、最大100名に制限。入場にあたってはマスク着用のほか、当選者に郵送される当選はがきを持参することを必須とした。
  - 千葉県競馬組合は8月24日、船橋競馬に所属する騎手1名が新型コロナウイルスの陽性反応を示したことを公表。8月26日までに追加でPCR検査を実施したところ、さらに5名の陽性者を確認。すでに公表済みの1名を加えた6名の騎手が石崎駿、柿本量平、野澤憲彦、張田昂、左海誠二、山口達弥だったことを明らかにした。これを受け、千葉県競馬組合は8月31日から9月4日まで開催を予定していた第6回船橋競馬を中止した。その後、管轄の保健所で疫学調査が行われた結果、調教師や厩務員に濃厚接触者はいないとされた。なお、陽性と判定された6名の騎手は、その後に改めて行われたPCR検査で全員が陰性と確認された。
  - 発売・払戻は無観客競馬に伴い休止されていたが、6月19日よりエフケイバ成田、7月18日よりエフケイバ木更津において発売・払戻を再開する。発売は当面の間南関東地区の4競馬場のみとされていたが、9月12日よりJRAの発売を再開（船橋は10月11日よりJRAの発売を再開。前述）。入場にあたってはマスクの着用を必須とするほか、係員が入場時に検温と手指消毒を行う。
  - 船橋競馬場では以下の期間中、外向投票所において臨時払戻を実施。地方競馬のほか、JRAの投票券もJ-PLACEで発売された投票券のみ受け付ける。
    - 第7回船橋競馬：9月28日から10月2日（各日とも15時から20時まで）
    - 第8回船橋競馬：10月26日から10月30日（各日とも15時から20時まで）

  - 5月4日から8日の開催期間中は馬主の入場ができないほか、報道関係者にも人数制限や体温測定を実施。また、表彰式は行わない。
  - 船橋競馬では新型コロナウイルスの対応にあたる関係者への支援の一助として、5月4日から8日まで開催した第2回船橋競馬の売得金や手当等の一部から、船橋市と習志野市に対して合計89万4000円を寄付した。
  - 例年行われている「船橋競馬場ふれあい広場」を中止。

- 埼玉県浦和競馬組合は3月23日から7月27日まで浦和競馬を無観客で施行していたが、第5回浦和競馬（8月12日 - 14日・17日）より人数を限定して一般客の入場を再開する。特別観覧席の約半数にあたる331席に限定され、浦和競馬の公式サイトから事前申込のうえ、抽選となる。入場にあたってはマスク着用を必須とする。JRAの発売は9月27日より再開（前述）。
  - 浦和競馬場では下記の期間中に、臨時払戻を実施。なお、ウインズ等で発売された投票券の払戻はできない。
    - 第6回浦和競馬：9月22日から25日（12時から16時30分）
    - 第7回浦和競馬：10月19日から23日（12時から16時）

  - 4月20日から24日の開催期間中は、報道関係者に対し人数制限や検温などの取材制限を要請。
  - 埼玉県浦和競馬組合は5月8日、埼玉県（10万枚）とさいたま市（3万枚）にそれぞれ一般用マスクを寄贈した。
  - 浦和競馬では7月23日に行われた全競走の売得金から1%相当額（1771万6740円）を、埼玉県の「新型コロナウイルス感染症対策推進基金」へ寄付した。また、9月2日には埼玉県調教師会と埼玉県騎手会が新型コロナウイルス感染症対策事業への支援として埼玉県に対し、38万4500円を寄付した。
  - 埼玉県競馬組合は、船橋競馬所属騎手に新型コロナウイルス陽性者が発生した（前述）ことを受け、浦和所属騎手のうちけが等で療養中の2名を除く騎手15名にPCR検査を実施。15名全員が陰性だったことを確認した。

金沢競馬
- 金沢競馬場では3月15日から金沢競馬を無観客で施行していたが、9月27日より人数を制限して一般客の入場を再開する。入場できるのはハッピーポイントカード会員に限られ、入場にあたってはマスク着用のほか、ハッピーポイントカードの携行が必須となる。場内入場者が1300人に達した時点で、入場制限を行う。特別観覧席は当面の間使用中止となるなど、座席にも一部制限が設けられる。JRAの発売も9月27日より再開（前述）。
- 無観客開催中の払戻は金沢競馬場の外向発売所でのみ実施していたが、石川県より特措法に基づかない県独自の緊急事態宣言が発令されたことから、4月13日より払戻を中止。
  - 下記の日程で、金沢競馬場の外向発売所において臨時払戻を実施。
    - 7月11日から14日（10時から15時まで）
    - 8月29日から9月1日（10時から15時まで）

- 石川県調騎会は4月19日から当面の間、調教師は管理馬の出走ごと、騎手は騎乗ごとに手当の一部を積み立てる。積立金は今後、新型コロナウイルス対策への支援に充当される。
- 石川県競馬事業局は12月15日、金沢競馬場に勤務している県職員が新型コロナウイルスに感染していることが確認されたと発表。保健所と相談した結果、競馬場で濃厚接触者はなく、消毒等特段の対応も必要ないとされ、12月17日の金沢競馬は予定通り実施する。

名古屋・笠松競馬（東海）
- 愛知県競馬組合は2月27日から名古屋競馬を無観客で施行していたが、8月26日の場外発売より名古屋競馬場へ一般客の入場を再開（外向発売所での発売も再開）し、9月1日の名古屋競馬から開催期間中の入場も再開する。入場にあたってはマスク着用を必須とするほか、混雑状況により人数制限も行う。なお、10月31日までは開催時の入場料100円を無料とする（特別観覧席などの有料席は除く）。発売は当初地方競馬のみとし、JRAの発売は9月12日より再開（前述）。J-PLACEで発売された投票券のみ払戻が可能。
  - 無観客開催中の払戻は名古屋競馬場の外向発売所とサンアール磯部で3月29日まで行い、3月30日以降は休止。名古屋競馬場の外向発売所での払戻業務のみ4月4日より再開したが、4月10日に愛知県から特措法に基づかない県独自の緊急事態宣言が出されたことを受け、4月11日から5月31日まで払戻を再び休止。5月26日をもって県独自の緊急事態宣言が解除されたため、名古屋競馬場の外向発売所で払戻業務を6月1日より再開。6月15日よりサンアール弥冨・サンアール磯部、7月1日よりサンアール大須にて発売・払戻業務を再開する。発売は名古屋・笠松競馬のほか岩手・兵庫も場外発売を行う。JRAの発売は9月12日より再開（前述）、払戻はJ-PLACEで発売された投票券のみ払戻が可能となる。なお、サンアール大須ではレースやオッズ等の映像提供は行わない。10月19日より、中京競馬場西入場門場外にて地方競馬の発売・払戻を再開。
  - 上記の緊急事態宣言期間中は、名古屋競馬場および弥冨トレーニングセンターへの馬主の入場について自粛を要請。また、期間中は表彰式を行わないほか、冠協賛競走の新規受付も停止。
  - 愛知県競馬組合は新型コロナウイルスの対応にあたる医療従事者へ敬意と感謝を表すため、「ふるさとあいち応援寄付金（愛知県医療従事者応援金）」へ500万円を寄付する。

- 岐阜県地方競馬組合は2月27日から笠松競馬を無観客で施行していたが、9月14日より笠松競馬場とシアター恵那において人数を制限して一般客の入場を再開する。笠松競馬場は9月22日より、開催期間中の入場も再開。笠松競馬場は特別観覧席のみ（先着116名、特別観覧席料金は当面の間無料）、シアター恵那は先着78名に制限する。いずれも入場にあたっては、マスク着用を必須とする。9月19日より、JRAの発売も再開（前述）。笠松競馬場では年末（12月28日 - 31日）の開催期間中、事前抽選制による入場制限（各日とも1000名まで）を行う。応募は往復はがきでの受付のみで、「当選」「落選」のはがきが返送される。期間中の入場は返送された当選はがきの持参が必須となる。
  - 笠松競馬場（早朝前売発売所を除く）・シアター恵那では7月2日から5日の10時から16時まで、臨時払戻を実施。地方競馬のほか、JRAの投票券はJ-PLACEで発売された投票券に限り払戻を行う。
  - 4月14日以降は報道関係者の取材や撮影にあたり申請書の事前提出を必須とするほか、取材エリアも制限する。
  - 笠松競馬では6月3日・4日・5日・15日・17日・18日・19日の第5競走を「新型コロナ対策医療従事者支援レース」として施行し、売得金の1%相当額（308万4119円）を岐阜県の新型コロナウイルス感染症対策寄附金受付窓口へ寄付する。

兵庫県競馬（園田・姫路）
- 兵庫県競馬組合は3月3日から園田競馬を無観客で施行していたが、9月30日より園田競馬場において一般客の入場を再開する。入場にあたってはマスク着用を必須とするほか、混雑状況により入場制限も行う。3階の有料個室は閉鎖とし、特別観覧席・指定席・一般席も席数を減らす。なお、年末年始（12月29日 - 2021年1月3日）の開催日は事前抽選制とし、各日とも2000組（4000名）までに制限する。応募は公式ホームページかはがきで受け付ける。
- 2019年度（2020年1月 - 3月）の姫路競馬は、無観客開催前に全日程を終了（後述）。
- 無観客開催中の払戻は、園田競馬場にて3月3日から5日まで時間限定で行い、以降は休止となっていたが、6月24日より一部の場外発売所において発売・払戻を再開する。発売は園田競馬のほか他場の発売も行うが、他場発売の日程など詳細については各発売所のホームページを確認することとされている。JRAの発売は9月12日より再開（前述）。払戻は地方競馬のほか、JRAもJ-PLACEで発売された投票券に限り払戻を行う。10月28日より、ウインズ神戸（B館）・ウインズ難波（地下1階）にて発売・払戻を再開。営業は10時から14時までとされ、園田競馬は後半4競走のみ発売する。他場発売については、ホームページを確認することとされている。当面の間、レース映像やオッズ等の情報提供は行わない。
  - 6月24日より発売・払戻を再開する事業所：DASH心斎橋、DASHよかわ、DASH和歌山、DASH柳津、DASH福山駅前、DASH呉、DASH観音寺
  - 7月15日より発売・払戻を再開する事業所：姫路競馬場
  - 10月28日より発売・払戻を再開する事業所：ウインズ神戸（園田競馬開催日の火曜・水曜・木曜のみ営業）、ウインズ難波（園田競馬開催日の水曜・木曜のみ営業）※神戸・難波での発売は11月26日をもって休止。払戻は12月3日まで行い、その後は発売・払戻とも当面の間休止

- 兵庫県馬主協会・兵庫県調教師会・兵庫県騎手会・兵庫県厩務員会・兵庫県競馬組合はそれぞれ資金を出し合い、5者の連名で「ひょうご新型コロナウイルス対策基金」に対し、総額500万円を寄付する。
- 12月に開催を予定していた「ダートランinそのだけいば2020」を中止。

高知競馬
- 高知県競馬組合は3月1日から高知競馬を無観客で施行していたが、9月12日より高知競馬場へ人数を制限して一般客の入場を再開する。入場料・特別観覧席料とも無料とするが、特別観覧席は席数を制限のうえ、先着順とする。一度選択した座席の変更はできない。混雑状況により人数制限を行う。発売は高知競馬開催日が1階と4階、広域場外発売日は4階のみ（3階は改修のため閉鎖）とする。
- 高知競馬場・場外発売所では2月27日から発売・払戻業務を中止していたが、6月29日より高知競馬場外向発売所・パルス宿毛・パルス藍住において土曜・日曜を除く10時から16時まで払戻業務を再開。7月4日より、パルス宿毛・パルス藍住において発売を再開。高知競馬のほか他場の発売も行うが、他場発売の詳細は公式サイトを確認することとされている。JRAの発売は9月12日より再開（前述）。パルス高知では12月7日より払戻業務を再開、12月12日から発売も再開。営業は高知競馬開催日の10時から14時までとし、1階のみで営業（2階・3階は閉鎖）。発売は高知競馬の前売のみとし、レース映像やオッズ等の情報提供は行わない。また、入場者の上限を5名までとした。
- 高知けいば騎手会は、4月11日より当面の間、各騎手が高知競馬場での騎乗ごとに騎乗料の一部を新型コロナウイルス対策のため基金として積み立てる。
- 高知競馬では、5月9日から31日までのメイン競走を「新型コロナウイルス感染症対策支援競走」として施行し、売得金の1%相当額（631万4752円）を「高知県新型コロナウイルス感染症対策助け合い寄附金」へ寄付する。

佐賀競馬
- 佐賀県競馬組合は2月27日から佐賀競馬を無観客で施行していたが、9月19日より佐賀競馬場において人数を制限して一般客の入場を再開する。入場にあたってはマスク着用を必須とするほか、場内滞留者の上限を3000人とする。座席も一部制限する。
- 場外発売所では発売・払戻業務を休止していたが、7月11日よりトゥルー佐賀・ドリームなかつ、9月19日よりトゥルー鳥栖・J-PLACE鳥栖（前述）において発売・払戻を再開する。
- 緊急事態宣言が全国へ拡大されたことに伴い、無観客開催期間中の表彰式は実施しない。
- 佐賀競馬では新型コロナウイルスの対応にあたる医療従事者へ敬意と感謝を表すため、5月16日・17日・23日・24日の第5競走を「コロナと戦う医療にエールを!緊急支援競走」と題して施行し、4競走の売得金から払戻金と開催経費を除いた金額を、佐賀県と「コロナと戦う医療にエールを!緊急支援募金」に寄付する。

## 概要

### 中央競馬
日本中央競馬会（JRA）は、2019年10月21日に開催日割と重賞日程を発表。その後、同年12月9日に函館競馬と札幌競馬に関する開催日割・重賞競走等の変更点が発表されたのち、2020年4月6日に再変更された（後述）。
年初は1月5日（中山・京都）から始まり、12月27日（中山・阪神）まで開催。祝日を含む3日間開催は、前年と同様に4節（1月11・12・13日、3月20・21・22日、9月19・20・21日、11月21・22・23日）で実施。
年間総売上は2兆9834億5587万2000円（前年比：103.5%）で、9年連続で前年を上回った。JRAは2021年3月18日に行われた経営委員会で2020年度決算案を議決、あわせて農林水産大臣への承認申請も行われた。当期純利益は615億2893万6665円（前年比0.6%増）で、勝馬投票券による収入は3兆15億2701万8572円となり、2003年以来17年ぶりに3兆円を超えた。
JRA（全国）リーディングジョッキーは204勝を挙げたクリストフ・ルメール（栗東）が4年連続4度目、リーディングトレーナーは53勝を挙げた矢作芳人（栗東）が4年ぶり3度目の受賞となった。

#### 開催日割の変更点
- 京都競馬場で整備工事を行うため、11月の京都競馬を阪神競馬場に振り替え[312]。また、良好な芝馬場を維持する観点から7月の中京競馬と9 - 10月の阪神競馬を入れ替え[312][313]。なお、これらに伴う重賞競走の変更点は後述。
- 東京オリンピックの開催対応や暑さ対策のため、当初発表では7月25日から8月9日までの期間は札幌競馬場・新潟競馬場の2場開催となった[312]。なお、2019年12月9日発表の変更で東京オリンピックの男女マラソン及び競歩が札幌市で開催されることになったことを受けて北海道地区における開催日割が変更され、函館競馬場・札幌競馬場の2場の開催が以下の通り一部変更された[314][315]が、東京オリンピックの延期に伴い当初予定通りに戻された[319]。
  - 当初予定：6月13日から7月19日まで函館（2回・12日）、7月25日から9月6日まで札幌（2回・14日）
  - 変更時：6月13日から28日まで札幌（1回・6日）、7月4日から8月9日まで函館（2回・12日）、8月15日から9月6日まで札幌（1回・8日）[320]

#### GI競走の変更点
- 京都競馬場の整備工事に伴う開催日割の変更に伴い、エリザベス女王杯・マイルチャンピオンシップは阪神競馬場で施行。施行距離に変更はない[321]。
- 第5回東京競馬9日目（11月29日、ジャパンカップ施行日）は全12競走の編成とし、第1競走は9時30分発走、ジャパンカップは第12競走（15時40分発走）で施行する[322][323]。
- ホープフルステークスの開催日を第5回中山競馬7日目（12月26日）に変更し、有馬記念の前日に施行する[321]。

#### GII・GIII競走の変更点
- 富士ステークス（GIII）をGIIに格上げ[312][321][324]。
- 弥生賞（GII）の競走名を、2019年7月に死亡したディープインパクトの功績を讃えるため、「弥生賞ディープインパクト記念」に改称[312][321]。
- 愛知杯（GIII）は、中京競馬場から小倉競馬場に変更。施行距離に変更はない[321]。
- 東海ステークス（GII）は、中京競馬場から京都競馬場に変更。施行距離に変更はない[321]。
- CBC賞（GIII）・プロキオンステークス（GIII）・中京記念（GIII）は、中京競馬場から阪神競馬場に変更。いずれも施行距離に変更はない[321]。
- セントウルステークス（GII）・阪神ジャンプステークス（J・GIII）・ローズステークス（GII）・神戸新聞杯（GII）・シリウスステークス（GIII）は、阪神競馬場から中京競馬場に変更[321]。施行距離は阪神ジャンプステークスが3140m（直線芝）から3300m（直線芝）に、ローズステークスが芝1800mから芝2000mに、神戸新聞杯が芝2400mから芝2200mに、シリウスステークスがダート2000mからダート1900mにそれぞれ変更[321]。
- ファンタジーステークス（GIII）・みやこステークス（GIII）・京都ジャンプステークス（J・GIII）・デイリー杯2歳ステークス（GII）・京都2歳ステークス（GIII）・京阪杯（GIII）は、京都競馬場から阪神競馬場に変更[321]。施行距離は京都ジャンプステークスが3170m（直線芝）から3140m（直線芝）に変更[321]。
- 東京オリンピックに関連して、函館スプリントステークス（GIII）が函館競馬場から札幌競馬場に、クイーンステークス（GIII）・エルムステークス（GIII）が札幌競馬場から函館競馬場に変更予定だったが、再変更により当初予定に戻されたため実施されなかった[314][315][319]。

#### その他の競走に関する変更点
- サマーマイルシリーズの対象競走に米子ステークス（L）を追加[325]。
- 5月9日に東京競馬第10競走で施行された「メトロポリタンステークス」は当初、「茨城境場外勝馬投票券発売所」（エクセル茨城境）の開業を記念して「エクセル茨城境開設記念 メトロポリタンステークス」の副題が付される予定だったが[326]、オープンが延期（2021年1月23日に開業予定）されたため副題なしとなった[327][328]。
- 9月21日は「JRAアニバーサリー」とし、以下の通り関連施策を実施[329]。
  - 当日は「JRAスーパープレミアム」として、全競走の全賭式（WIN5も含む）において、払戻率を一律に80%とする。
  - 当日の中山・中京競馬で、「JRAアニバーサリー」関連競走を3競走施行する[322]。
    - 中山競馬第10競走：「2000メモリアル　テイエムオペラオーカップ（3歳以上2勝クラス、芝2000m、定量）」[330]
    - 中京競馬第10競走：「2010メモリアル　ブエナビスタカップ（3歳以上2勝クラス、芝1600m、定量）」[331]
    - 中京競馬第11競走：「JRAアニバーサリーステークス（3歳以上3勝クラス、ダート1800m、定量）」[331]
- キタサンブラックが顕彰馬に選定された（後述）ことを記念し、10月31日の東京競馬第10競走で「顕彰馬選定記念　キタサンブラックメモリアル（3歳以上3勝クラス、芝1600m、ハンデキャップ）」を施行[322][332]。

#### 場外発売の変更点
- UMACA投票について、2020年の導入開始予定事業所は以下の通り（2020年11月1日現在[333][334][335][336][337][338][339][340]）。
  - ウインズ釧路：1月25日
  - ウインズ横浜：2月15日
  - ウインズ新横浜：10月10日
  - ウインズ錦糸町：10月24日
  - ウインズ八代：8月15日
  - ウインズ小郡：10月10日
  - エクセル博多：11月7日
  - ウインズ横手：9月5日
  - エクセル浜松：11月7日
  - ウインズ津軽：10月10日
  - ウインズ石和：10月17日
  - ウインズ姫路：10月17日
  - ウインズ佐世保：10月24日
  - エクセル田無：11月7日
  - ウインズ浅草：11月14日
  - ウインズ汐留：12月12日
  - ウインズ広島：11月21日
  - ウインズ高松：12月19日
  - ウインズ米子：12月19日 ※ウインズ米子のみ、先行登録受け付けは実施しない[339]。
- 2019年12月14日より先行導入された新マークカード「GI（ジーワン）カード」について、2月22日から全国のJRA競馬場・ウインズ（下記の事業所を除く）・エクセルにおいて全国導入を開始（詳細は2019年の日本競馬#場外発売の変更点を参照）[341]。
  - 導入しないウインズ：ウインズ三本木・ウインズ川崎・ウインズ浦和[341]
- JRAは電話・インターネット投票について、1節あたりの申込回数と1日あたりの購入件数を下記のとおり拡大する[342]。
  - 1節の申込回数：300回→900回
  - 1日の購入件数：2700件→9000件
  - 開始日時：即PAT会員は9月11日（金）18時30分から、A-PAT・担保ARS会員は9月12日（土）7時から
- JRAは11月20日よりギャンブル等依存症対策の一環として、電話・インターネット投票（即PAT、A-PAT、JRAダイレクト、担保ARS）会員を対象に1節あたりの購入上限額を利用者自身で設定できるようにする。0円から100円単位で変更できるが、0円にすると利用できない。また、設定額の減額は随時可能となるが、上限額設定から180日間は設定の解除、および上限額の増額はできない。設定後は払戻金の有無にかかわらず、上限額を超えての利用ができなくなる。なお、即PAT・A-PAT会員は地方競馬や海外競馬の購入金額も含まれる[343]。
- JRAは「UMAポート」の導入が2020年で完了することに伴い、オッズボックスによるオッズ印刷サービスを2020年末をもって終了する。なお、オッズ印刷サービスはUMAポートにて引き続き実施するほか、オッズカードの残度数については2021年1月以降に払戻を行う[344]。
- J-PLACE札幌中央・札幌駅前・琴似駅前ではこれまで各場メイン競走のみ発売していたが、12月12日より「各場第9競走から第12競走」に拡大する。なお、前日発売は従来通りGI競走のみ行う[345]。
- 12月19日より、山口県宇部市のBAOO宇部（日本レーシングサービス運営）でJRAの勝馬投票券の発売・払戻を開始（J-PLACE宇部）。平地GI競走及び前日発売を実施する[346]。

#### その他の変更点
- 1月1日から、以下の通り競走ルールに変更が加えられる[347]。
  - 騎手の騎乗停止開始時期をこれまでの翌節から1週繰り下げて翌々節に変更（ただし重大な非行があった場合、及び裁定委員会送付に伴う騎乗停止は除く）[325]。
  - 全ての競走において、拍車の使用を禁止[325]。
- 以下の条件に該当する場合は、「3走成績による平地競走への出走制限」に含まない[348]。
  - 出走した競走にかかわらず、未出走馬が出走した場合
  - 対象となる競走において2走連続で9着以下だった馬が、中央競馬・地方競馬等どの競走にも出走しないまま2か月以上経過した後、最初に出走した競走が中央競馬の平地競走で、9着以下だった場合
- 特別指定交流競走に出走できる地方競馬所属馬を、以下の通り拡大[348]。
  - 現行の出走資格に加え、以下の収得賞金条件を追加。
    - 2歳馬：収得賞金が150万円超
    - 3歳馬：収得賞金が300万円超
    - 4歳馬：収得賞金が500万円超

  - 地方競馬所属馬が特別指定交流競走に出走できる期間を、4歳の12月末日まで延長。
- パートI国のGI競走で優勝（2歳時の成績は除く）したJRA所属馬が凱旋門賞に出走し、帰国後にジャパンカップ（GI）または有馬記念（GI）に出走する場合に、以下の通り「海外遠征協力金」を交付[348]。
  - 凱旋門賞に出走：500万円
  - 帰国後、当該年度のジャパンカップまたは有馬記念に出走：1000万円
- JRAは9月11日より、芝馬場のクッション値をホームページで公表する。あわせて、クッション値への理解を深めることができるように解説ページも8月末ごろより設け、測定方法及び測定機器（クレッグハンマー）について解説する。クッション値の公表は、開催日前日の昼と開催日当日の朝に行われる[349]。
  - 「クッション値」とは：馬場のクッション性を数値化したもの
  - 「クッション性」とは：競走馬が走行時に芝馬場に着地した衝撃を受け止める際の反発具合のこと
- 主に外国人騎手へ交付される短期免許制度について、下記のとおり女性騎手に関する項目を新設。騎乗実績など成績要件の一部が緩和される[350]。
  - （1）アメリカ・カナダの女性騎手は北米地区を本拠とし、過去2シーズンのうちいずれかで女性騎手における北米賞金リーディング1位。ただし、当該シーズン10勝以上、かつ北米賞金リーディング50位以内に限る
  - （2）イギリス・フランス・アイルランド・ドイツ・ニュージーランド・香港の女性騎手は各本拠地において過去2シーズンのうちいずれかで女性騎手におけるリーディング1位。ただし、当該シーズン10勝以上で、イギリス・フランスはリーディング50位以内、アイルランドは30位以内、ドイツ・ニュージーランド・香港は10位以内に限る
  - （3）オーストラリアの女性騎手はニューサウスウェールズ州、またはヴィクトリア州のメトロポリタン競馬において過去2シーズンのうちいずれかで女性リーディング1位。ただし、当該シーズンのメトロポリタン競馬において10勝以上、かつリーディング30位以内に限る
  - （4）当該年または過去2年でインターナショナル・カタロギング・スタンダーズのパート1に定めるG1競走に優勝した女性騎手
- 従来、調教師の定年に伴う免許期間満了日は一律に「2月末日まで」だったが、最後の出馬投票が2月中、その後の開催日が3月中になった場合、出馬投票時とレース出走時で所属厩舎が異なるという不都合があることから、このようなケースを解消するため、日本中央競馬会競馬施行規程に「調教師免許の満了日が木曜日、金曜日、または土曜日であるとき、有効期限後における最初の火曜日まで延長する」の一文を追加[351]。

#### 調教師の新規開業
3月4日付で、以下の4名の調教師が新規開業することが2019年12月16日にJRAから発表された。いずれも2019年1月1日付で調教師免許を取得している。
なお、本年は2月29日付で引退する調教師の免許有効期限が3月3日まで延長されているため、翌4日付での開業となる。
- 美浦所属（2名）：小手川準、宮田敬介[352]
- 栗東所属（2名）：新谷功一、吉岡辰弥[352]

また、髙橋義博（美浦）が8月20日付けで勇退することに伴い、伊坂重信（美浦、調教師免許取得日：2020年1月1日）が翌21日付けで12馬房で新規開業する。

### 地方競馬
1月 - 3月は「令和元年度」、4月以降は「令和2年度」の開催内容について記述する。
なお、日程等の発表時期は各主催者ごとに異なるため、発表があり次第順次掲載する。
2021年2月17日付の朝日新聞によると、地方競馬全国協会が集計した4月から2021年1月までの地方競馬全体の売上は7699億円となり、前年同期比で30%増となった。JRAの2020年売上が前年比4%増に対し、地方競馬の売れ行きが全国的に好調となっている。とりわけ増加が目立つ主催者として佐賀（前年同期比62%増）、門別（同56%増）、帯広（同56%増）、姫路（同54%増）、高知（同52%増）が挙げられ、比較的規模が小さい競馬場で伸び率が大きくなっているとした。この要因として、地方競馬全体の在宅投票が60%増となっていることを挙げており、集客が難しい地域の競馬場でもインターネット投票で購入が容易になったことが一因としている。
地方競馬全国協会は2021年4月1日、2020年度の地方競馬（全国）開催成績（速報値）を発表。全国の総売得金は9122億8711万460円（前年度比：130.1%）で、前年度に引き続きすべての主催者で前年度を上回り、1991年度以来29年ぶりに9000億円を超えた。1日平均も7億1608万900円（前年度比：132.1%）で、2019年度（5億4212万8100円）を上回り過去最高となった。

#### 公正確保強化月間
地方競馬の全主催者は、競馬の公正確保の意識を高めることを目的として10月を「公正確保強化月間」と定め、厩舎地区の管理徹底・再点検を行うほか、公正確保に係る共通の取組みを行う。

#### 地方競馬教養センター新館建設工事
地方競馬教養センターでは、4月より研修館や体育館等を取り壊した跡地にて「新館」の建設工事に着手。新館は視聴覚を備えた教室やトレーニングルームなどの教育施設、研修施設、体育館及び事務所や会議室などの機能を統合し、2022年3月のグランドオープンを予定している。2021年10月18日に新本館が完成し、10月25日から30日まで報道関係者向けに内覧会が行われた。

#### JBC競走について
JBC実行委員会は、2019年3月18日に2020年のJBC競走について実施概要を発表。
JBCクラシック・JBCスプリント・JBCレディスクラシックの3競走は、11月3日に大井競馬場で開催。さらに2歳カテゴリーを新設し、JBC2歳優駿を同日の門別競馬場で開催することとし、JBC創設以来初めて、同日に2場で行われた。JBC2歳優駿は従来の北海道2歳優駿を発展させて新設されたもので、「生産との密接な関連」というJBC創設の趣旨に鑑み、当面は日本のサラブレッドの98%を生産する馬産地である北海道に所在する門別競馬場で行うこととされた。
各競走の距離はJBCクラシックが大井ダート2000m、JBCスプリントが大井ダート1200m、JBCレディスクラシックが大井ダート1800m、JBC2歳優駿が門別ダート1800mで施行された。各競走の格付けは大井で行われる3競走がいずれもJpnIとされ、JBC2歳優駿はJpnIIIとされた。
大井で行われた3競走は売得金額の合計が地方競馬で実施されたJBC競走として過去最高を記録したほか、門別で行われたJBC2歳優駿の売得金も合計すると100億円を超えた。

#### 帯広市（ばんえい競馬）
2月15日に、2020年度の開催日程と一部の重賞日程を発表。4月24日から2021年3月21日まで26回・150日開催予定（ナイター94日、準ナイター26日、薄暮28日、デイ2日）。
重賞日程は3月8日に発表。変更点等は次節で詳述。
リーディングジョッキーは180勝を挙げた阿部武臣が初受賞、リーディングトレーナーは136勝を挙げた松井浩文が初受賞。
総発売金額は483億5278万7900円（前年度比：155.55%）で前年度を上回り、帯広単独開催になってからの過去最高を更新したほか、4市開催時の最高売上額（1991年度：322億9248万8800円）も上回った。

##### 重賞競走の変更点
- 2008年と2009年に重賞競走として行われ、2010年以降は特別競走となっていたカーネーションカップを再び重賞（BG3）とし、5月10日に施行。
- 北斗賞（BG3）の施行時期を7月から前倒しし、6月21日に施行。
- 旭川記念をBG3からBG2へ格上げする一方、ばんえいグランプリはBG1からBG2に格下げ。
- 2021年1月31日に、2歳（明け3歳）牡馬限定の重賞競走「翔雲賞」（BG2）を新設[369]。
- イレネー記念（BG1）を、ばんえい記念（BG1）の前日（2021年3月20日）に施行。

##### その他の変更点
- レースの安全対策として、スタート地点から第1障害までのコース両脇にラチ（柵）を新設。8月15日より供用を開始する[370]。
- 9月6日より、日曜日のレース編成を月曜日と同様に12競走制で施行。土曜日はこれまでと同様11競走制で施行する[371]。

#### 北海道（ホッカイドウ競馬）
2月21日に開催日程・重賞日程を発表。2020年度は4月15日から11月5日まで15回・82日（前年比：2日増）で全日程門別競馬場でナイター開催。重賞競走は28競走（前年比：1競走増）、JRA認定競走は113競走（前年比：増減なし）を施行。
リーディングジョッキーは113勝を挙げた石川倭が2年連続2度目、リーディングトレーナーは137勝を挙げた田中淳司が6年連続6度目の栄冠に輝いた。また年間発売金額も520億4480万6060円を記録し、1991年度（18開催・103日施行）に記録した454億838万4700円を大きく上回り、ホッカイドウ競馬レコードを更新した。

北海道は2021年6月1日の道議会農政委員会で、2020年度地方競馬特別会計の決算見込みを報告。単年度収支は過去最高となる32億600万円の黒字（前年度比：2.2倍）で、8年連続の単年度黒字となった。門別開催での発売金額（前述）に他場・JRA発売の販売手数料を加えた総収入は536億8500万円で、払戻金などの支出を差し引いた余剰金から23億1400万円を基金として積み立て、2021年度から始まる門別競馬場の整備費用に充てるほか、7億9900万円を一般会計に繰り入れ、9300万円を次年度に繰り越す。

##### 重賞競走の変更点
- 9月22日にウポポイオータムスプリント（H3）を新設し、JBC指定競走とする予定。あわせて、当該時期に行われていた道営スプリントは開催最終日の11月5日に移動。
- サンライズカップと道営スプリントをH2からH1に、コスモバルク記念とグランシャリオ門別スプリントをH3からH2にそれぞれ格上げ。

##### その他の変更点
- 出走馬の確保、及び競走の充実を図るため賞金額を一部増額し、賞金配分率の見直しも実施。重賞競走では北海優駿・道営スプリントの1着賞金が1000万円に引き上げられる。
- 門別競馬場の外回りコースに1100mの距離設定を追加[379]。2歳戦で施行される[380]。
- 門別競馬場ではJBC2歳優駿の開催に向け、2019年シーズン終了後から施設整備工事を実施。Aスタンドは来賓を受け入れ可能にするため3階建てに増築、パドックも厩舎地区側に段差を設けた観戦エリアを整備。専用ビジョンを新設するほか、新たに2階建てのスタンドも新築する[131]。

#### 岩手県競馬組合（盛岡・水沢競馬）
2月17日に開催日程・重賞日程を発表。2020年度は4月5日に水沢で開幕。通常開催は2021年1月11日まで21開催（水沢10開催・盛岡11開催）・124日を予定（前年比：2日増）。その後冬季休催期間を挟み、特別開催を水沢で2021年3月12日から29日まで2開催・10日行う。2021年3月の水沢競馬は当初3月20日からとされていたが、前倒しで日程が追加された。
ダートグレード競走を含む重賞は42競走を施行予定（前年比：2競走増）。うち盛岡芝コースで行う重賞は6競走施行する（前年比：増減なし）。
岩手県競馬組合は2021年2月13日、2020年度の収支見通しについて、年末年始に開催中止が相次いだことから、1億2600万円の黒字に下方修正した。また、組合を構成する岩手県・盛岡市・奥州市から受けていた約330億円の融資のうち、一部を4年ぶりに返済する方針とした。返済額は1300万円を見込んでいる。
2020年度の総発売金額は538億2822万700円（前年度比：143.9%）となった。

#### 南関東公営競馬（特別区競馬組合・神奈川県川崎競馬組合・千葉県競馬組合・埼玉県浦和競馬組合）
2019年11月12日に、2020年度の開催日程・重賞日程を発表。総開催日数は274日で内訳は大井が99日（ナイター76日）・川崎が63日（ナイター49日）・船橋が56日（5月4日から6日を除きナイター開催）・浦和が56日となっている。総開催日数は変わらないものの、大井が3日、浦和が1日増加した一方川崎が1日、船橋が3日減らされた。また昼夜リレー開催は2019年度より1回増加し5回となり、8月17日、9月24日・25日、12月24日・25日にいずれも昼間・浦和→夜間・大井で施行される。
特別区競馬組合は2021年9月17日に、2021年3月26日で全日程を終了した大井競馬の2020年度売得金が1728億5625万7370円（前年度比：117.7%）を記録し、8年連続で増収となったことを発表。年度純利益は143億9030万8994円で、2003年度に公営企業会計を導入して以降の過去最高を更新した。また、利益の一部を東京都特別区（23区）へ分配する「特別区分配金」も各区に5億円が分配（総額115億円）され、過去最大となった。分配金は2022年度予算に計上され、2022年4月下旬に各区へ支出される。
神奈川県川崎競馬組合は、2021年3月5日で全日程を終了した川崎競馬の2020年度売得金が前年度（785億2691万7600円）を大きく上回り、過去最高となる915億2275万6760円を記録したと発表。
千葉県競馬組合は、2021年3月19日で全日程を終了した船橋競馬の2020年度売得金が前年度（675億1301万7540円）を上回り、過去最高となる700億8827万6860円を記録したと発表。
埼玉県浦和競馬組合は、2021年3月31日で全日程を終了した浦和競馬の2020年度売得金が626億2393万8190円（前年度比：111.7%）となったことを発表。

##### 重賞競走の変更点
- 大井の準重賞として行われていたゴールドジュニアーを重賞（SIII）に昇格、競走名も『ゴールドジュニア』に改称[385][387]。
- 大井のハイセイコー記念と船橋の習志野きらっとスプリントをSIIからSIに、船橋の東京湾カップをSIIIからSIIにそれぞれ格上げ[385][387]。
- 大井ではサンタアニタトロフィー（SIII）の施行時期を7月下旬から11月中旬に変更、あわせてマイルグランプリ（SII）を10月中旬から7月下旬に変更[385]。

##### 場外発売の変更点
大井競馬では2021年1月20日から3月24日までの昼間開催期間中に行われる重賞競走実施日の発売について、インターネット投票「SPAT4」にて対象日前日の10時から21時まで、全競走を前日発売する。対象日と対象競走は以下の通り。
- 1月20日（TCK女王盃）
- 2月17日（金盃）
- 2月18日（雲取賞）
- 3月10日（フジノウェーブ記念）
- 3月24日（京浜盃）

##### その他の変更点
- 船橋競馬では5月1日に死去した佐藤賢二調教師（後述）の功績を称え、12月1日の船橋競馬第12競走を「佐藤賢二メモリアル トーシンブリザード記念」として施行する[394]。

##### 大井競馬場開場70周年記念事業
特別区競馬組合は、大井競馬場が1950年に開場してから本年で70周年となることを記念し、2020年度はアニバーサリーイヤーとして、以下の通り記念事業を行う。
- 開場記念日となる5月2日に、「TCKスーパープレミアム」を実施。当日に行われる大井競馬全競走の全賭式において、払戻率を一律に80%とする（無観客開催に伴い延期[397]）。
- 「3冠ボーナス」として、以下の各競走の優勝馬にボーナスを支給。
  - 羽田盃：200万円
  - 東京ダービー：300万円
  - ジャパンダートダービー：500万円
  - 上記3競走を同一馬が全て優勝した場合（三冠馬）は、上記に加え1000万円のボーナスを追加
- 2020年度（時期未定）に、大井競馬場にて左回り競走を導入。距離設定は1000mと1650mが予定されており、右回りと左回りに対応した競馬場となる。

##### 調教師の新規開業
10月1日付で、甲田悟史（川崎、免許取得日：2020年4月1日）が新規開業。

#### 愛知県競馬組合（名古屋競馬）・岐阜県地方競馬組合（笠松競馬）
1月10日に、2020年度の開催日程を発表。開催日数は名古屋が27開催・110日、笠松が21開催・95日と2019年と同数だが、笠松では6月19日の第5回開催終了後走路改修を行う関係上、第6回開催は8月10日からと変則的な日程となっている。その後2月13日に重賞競走日程が発表され、名古屋はダートグレード競走3競走を含む23競走（前年比：2競走増）、笠松が20競走（前年比：1競走増）が予定されている。
愛知県競馬組合は、2021年3月26日で全日程を終了した名古屋競馬の開催成績を発表。総発売金額は589億826万1600円（前年度比：142.7%）で、1992年度以来28年ぶりに500億円を超えた。

岐阜県地方競馬組合は、2020年度（2021年1月まで）の発売額が290億6502万円（前年同期比：52.1%増）であることを報告。実質単年度収支は8年連続の黒字となる見込み。なお、笠松競馬は不祥事により2021年1月19日から9月7日まで開催を自粛し、9月8日より再開。

##### 重賞競走の変更点
名古屋競馬
- 新設重賞として10月1日にスポーツ報知杯第1回ベイスプリント（SPI、1400m）を施行予定。
- AGI名古屋城カップを廃止。
- 湾岸ニュースターカップ（SPII）は湾岸スターカップ（SPII）に名称変更し、笠松で施行される西日本ダービーの指定競走とする。
- 秋の鞍（SPI）の施行距離を1800mから1400mに短縮し、園田で施行される楠賞の指定競走とする。

笠松競馬
- 6月に行われていた飛山濃水杯（SPIII）を5月に、5月に行われていたぎふ清流カップ（SPI）を6月に施行時期を入れ替えのうえ、いずれも施行距離を1600mから1400mに短縮。
- 走路改修に伴い、例年7月に行われているサマーカップ（SPIII）は本年は施行しない。
- 西日本地区の競馬場で持ち回り開催されている「西日本ダービー」は、笠松で施行。
- 笠松グランプリ（SPI）の施行時期を11月から12月に変更。
- ライデンリーダー記念（SPI）の施行距離を1600mから1400mに短縮し、出走資格を2歳牝馬から2歳混合としたうえ、東海地区交流競走から北陸・東海地区交流競走に変更。

##### その他の変更点
- 名古屋競馬では第8回開催から第14回開催（7月7日から10月2日）まで、「名古屋モーニングフィーバー」を実施。期間中は午前中に発走する競走（正午に発走する競走は除く）において、3連単の払戻率を77.7%に引き上げる[404]。

#### 石川県・金沢市（金沢競馬）
3月23日に開催日程・重賞日程を発表。2020年度は22開催・87日施行予定（前年比：増減なし）。4月5日に開幕し、12月25日まで20開催・80日（県営17開催・68日、市営3開催・12日）行い、冬季休催期間を挟み2021年3月14日から16日までと3月21日から30日まで県営2開催・7日行う。重賞競走は22競走を施行予定（前年比：4競走増）。
石川県競馬事業局は2021年2月10日に石川県庁で開かれた金沢競馬の経営評価委員会で、2020年度の売上が269億3100万円を見込み、1999年度以降で最高となることを明らかにした。2020年12月末時点で、売上が257億875万円（前年同期比32.5%増）、うちインターネット投票での売上が246億2233万円（前年同期比64.2%増）を記録。なお、収支は2021年に金沢で開催予定のJBCなどに向けた施設整備費を盛り込むため、収支均衡となる。

##### 重賞競走の変更点
新設重賞として、5月17日にノトキリシマ賞、5月24日に利家盃、10月25日にお松の方賞をそれぞれ施行予定。

#### 兵庫県競馬組合（園田・姫路競馬）
2019年10月30日に、1月 - 3月の開催日程と重賞競走を発表。2012年より防災工事・スタンド耐震改修工事のため休止していた姫路競馬場では、7年半ぶりに競馬開催が再開され、1月15日から2月6日まで2回・12日開催された。
園田競馬場で行われる重賞競走は新春賞（1月3日）、園田クイーンセレクション（1月9日）、園田ユースカップ（2月19日）、園田ウインターカップ（2月20日）。姫路開催の重賞競走は白鷺賞が1月30日に施行され、2005年以来15年ぶりの復活となった。
2020年度（4月 - 12月）の開催日程が発表され、期間中は園田競馬場のみで104日開催される。
兵庫県競馬組合は、2021年3月31日で全日程を終了した園田・姫路競馬の開催成績を発表。総売得金は1125億2842万9200円（前年度比：146.8%）で、園田は885億3265万9000円、姫路は239億9577万200円となった。これは過去3番目に多い金額で、構成自治体（兵庫県・尼崎市・姫路市）への分配も16年ぶりに再開され、計17億円が分配された。

##### 調教師の新規開業
- 2月1日付で、永島太郎（調教師免許取得日：2019年8月1日）が新規開業。西脇馬事公苑に8馬房を構える[414]。
- 5月7日付で、西川進也（調教師免許取得日：2019年8月1日）が新規開業。園田競馬場内に8馬房を構える[415]。

#### 高知県競馬組合（高知競馬）
2月28日に開催日程・重賞日程を発表。開催日数は19開催・109日を予定（前年比：増減なし）。このうち12月31日と2021年1月1日は夕焼けいばとして施行し、他は夜さ恋ナイターとして施行。またダートグレード競走を含む重賞は19競走を施行予定（前年比：1競走減）。
高知県競馬組合は、2021年3月31日で全日程を終了した高知競馬の開催成績を発表。総売得金は854億1347万7400円で、前年度（564億1217万9500円）を大きく上回り、過去最高記録を更新した。

##### 1日の売上・1開催の売上レコード更新
2021年1月19日の高知競馬は売得金が11億6114万7200円を記録し、1日の売上レコードを更新した。従来の記録は2020年3月10日（10億8952万9400円、第22回黒船賞施行日）で、この日は重賞競走が編成されていない開催日だったが、ダートグレード競走実施日の売上を上回った。翌20日の高知競馬も売得金が12億6023万700円を記録したほか、1月27日の高知競馬でも13億8487万100円を売り上げ、1日の売上レコードをさらに更新。これにより、2020年度第14回開催の売得金は70億5757万2100円となり、従来の記録（2019年度第14回開催、46億1673万3300円）を大幅に更新した。その後も1日の売上レコード更新は続き、2021年3月16日の高知競馬では16億2188万2700円を記録した。

#### 佐賀県競馬組合（佐賀競馬）
3月6日に開催日程・重賞日程を発表。開催日数は23開催・107日を予定（前年比：2日減）。このうち4月から9月までと翌年1月から3月まではイブニング競走として、10月から12月まではナイター競走として施行する。ダートグレード競走を含む重賞競走は22競走を施行予定（前年比：増減なし）。
総発売金額は492億346万7200円で、従来の記録（1991年度：359億9844万5400円）を更新し、過去最高となった。

##### その他の変更点
- 10月3日より、ナイター競走を開始（前述）。これに先立ち、9月5日には愛称を公募により「ほとめきナイター」に決定した[426][427]。

### 中央競馬の開催日割
予定として発表されている競馬場別の開催日割は以下の通り。
- 札幌競馬場：2回・14日（前年比：2日増）
- 函館競馬場：2回・12日（前年比：増減なし）
- 福島競馬場：3回・20日（前年比：増減なし）
- 新潟競馬場：4回・26日（前年比：増減なし）
- 中山競馬場：5回・43日（前年比：2日増）
- 東京競馬場：5回・45日（前年比：増減なし）
- 中京競馬場：3回・23日（前年比：3日減）
- 京都競馬場：4回・37日（前年比：7日減）
- 阪神競馬場：6回・48日（前年比：6日増）
- 小倉競馬場：2回・20日（前年比：増減なし）

### 地方競馬の開催日割
予定として発表されている競馬場別の開催日割は以下の通り。
各主催者とも1月 - 3月は2019年度、4月 - 12月は2020年度。
- 帯広競馬場：（1月 - 3月）40日（薄暮38日）[428]（4月 - 12月）111日（ナイター97日、薄暮14日）[429]
- 門別競馬場：（4月 - 12月）82日（全日程ナイター）
- 盛岡競馬場：（4月 - 12月）66日[381]
- 水沢競馬場：（1月 - 3月）11日[430][431]（4月 - 12月）53日[381]
- 大井競馬場：（1月 - 3月）20日[432]（4月 - 12月）79日（ナイター76日）[433][360]
- 川崎競馬場：（1月 - 3月）14日[432]（4月 - 12月）49日（ナイター49日）[433][360]
- 船橋競馬場：（1月 - 3月）17日（ナイター17日）[432]（4月 - 12月）41日（ナイター38日）[433][360]
- 浦和競馬場：（1月 - 3月）14日（薄暮5日）[432]（4月 - 12月）40日[433][360]
- 名古屋競馬場：（1月 - 3月）11日[434]（4月 - 12月）80日[399]
- 笠松競馬場：（1月 - 3月）25日[434]（4月 - 12月）71日[399]
- 金沢競馬場：（1月 - 3月）7日[435]（4月 - 12月）78日[411]
- 園田競馬場：（1月 - 3月）29日[409]（4月 - 12月）104日[411]
- 姫路競馬場：（1月 - 3月）12日[409]
- 高知競馬場：（1月 - 3月）38日[436][437]（4月 - 12月）71日[411][438]
- 佐賀競馬場：（1月 - 3月）32日[439][440][441]（4月 - 12月）76日[411]

## できごと

### 1月
- 6日
  - 京都競馬第9競走で、川田将雅（栗東）がJRA史上40人目（現役騎手27人目）となる通算1万回騎乗を達成[442]。
  - ばんえい帯広競馬第11競走（ばんえい十勝金杯）でホクショウマサル（坂本東一厩舎）が地方・中央競馬を通じて日本新記録となる30連勝を達成[443]。
  - サクラシャイニー（高知、元JRA）が現役を引退し乗馬に転向することを高知県競馬組合が発表[444]。その後1月24日付で競走馬登録を抹消された[445]。
- 7日 - 『2019年度JRA賞』の競走馬部門が発表され、年度代表馬にリスグラシュー（栗東・矢作芳人厩舎、最優秀4歳以上牝馬にも同時選出）を選出した[446]。
- 8日 - 園田競馬は馬場コンディション不良により「安全かつ公正な競馬の施行ができない」として第4競走以降を取りやめた[447]。
- 9日
  - グァンチャーレ[448]とタツゴウゲキ[449]（ともにJRA）が競走馬登録を抹消。今後はいずれも種牡馬に。
  - 約64年間にわたって園田・姫路両競馬場の場内実況アナウンサーを務め、2014年にはギネス世界記録にも認定された吉田勝彦がこの日の園田競馬第6競走の場内実況をもって引退。全競走終了後には引退セレモニーも行われた[450]。
- 12日 - 中山競馬第3競走で、内田博幸（美浦）がJRA史上32人目（現役騎手20人目）となる通算1万1千回騎乗を達成[451]。
- 13日 - 中山競馬第10競走（初春ステークス）で、JRA現役最年長騎手の柴田善臣（美浦）が武豊、蛯名正義に次ぐ史上3人目の通算2万1千回騎乗を勝利で飾った[452][453]。
- 15日 
  - 『NARグランプリ2019』が発表され、年度代表馬にブルドッグボス（当時浦和・小久保智厩舎[注 3]、4歳以上最優秀牡馬及び最優秀短距離馬にも同時選出）を選出した[456]。
  - クインズサターン（JRA）が競走馬登録を抹消。今後は川崎競馬へ移籍[457]。
- 17日 - 「降雪による競馬開催への影響が予想される」として、翌18日施行の中山競馬全競走の金曜日夜間発売を中止[458]。
- 18日 
  - 中山競馬第8競走で、吉田豊（美浦）がJRA史上12人目（現役騎手10人目）となる通算1万6千回騎乗を達成[459]。
  - 中山競馬第4競走（障害未勝利戦）の2周目3号障害で、1周目に同障害で落馬した競走馬の保定作業中、これを交わそうとした別の競走馬と係員が接触するアクシデント。当該馬も落馬して競走中止となった[460]。
- 19日 - 小倉競馬第2競走で、柴田大知（美浦）がJRA史上41人目（現役騎手28人目）となる通算1万回騎乗を達成[461]。
- 22日 - リスグラシュー[462]、ミッキーチャーム[463]、ラビットラン[464]（3頭ともにJRA）が競走馬登録を抹消。今後は前2頭が繁殖入り、ラビットランが船橋競馬へ移籍[注 4]。
- 23日 - トリオンフ（JRA）が競走馬登録を抹消。今後は乗馬に[466]。
- 24日 
  - 大井競馬第7競走（16頭立て）で、1着から順に10番人気→15番人気→11番人気が入線し、三連勝単式の配当が地方競馬史上最高となる2848万1550円を記録。的中は1票のみだった[467][468]。また馬番連勝複式の配当も大井競馬史上最高となる39万8660円を記録した[468]。
  - 神奈川県川崎競馬組合は、所属騎手で中央・地方を含め日本国内現役最年長ジョッキー（64歳）である森下博が3月31日付で引退することを発表[469]。4月からは厩務員として活動している[470]。
- 29日 - スワーヴリチャード（JRA）が脚部不安を発症したため競走馬登録を抹消。今後は種牡馬に[471][472]。またルミナスウォリアー（JRA）も競走馬登録を抹消。同馬は高知競馬[473]へ移籍[注 5][474][注 6]。
- 30日 - 悪天候の影響により、Aiba中標津（J-PLACE中標津）での勝馬投票券発売及び払戻業務を中止[476]。
- 31日 - 騎手の浜野谷憲尚（美浦）が引退。今後は調教助手に[477]。

### 2月
- 1日
  - デアレガーロ（JRA）が競走馬登録を抹消。今後は繁殖入り[478]。
  - 京都競馬第8競走（牛若丸ジャンプステークス）で1着となった熊沢重文（栗東）は、決勝線手前100メートル付近での追う動作が不十分で、2着馬と3着馬に猛追されたことにより「騎手の注意義務を怠った」と判断され2月15日から開催日2日間の騎乗停止処分[479]。
- 2日 
  - 東京競馬第7競走で、ステイゴールド産駒がJRA史上15頭目となる通算1100勝を記録[480]。
  - 東京競馬第11競走で行われた根岸ステークス（GIII）は、関東地区で行われた重賞競走にもかかわらず出走した16頭すべてが栗東所属馬だったJRA重賞競走史上初の珍事[481]。
  - この日行われたWIN5は対象レース順に9→1→14→3→3番人気が勝ち、総投票数619万8672票のうち的中はわずか1票で、払戻金は歴代2位となる4億3390万7040円を記録した[482]。
- 5日 - ペイシャフェリシタ（JRA）が競走馬登録を抹消。今後は繁殖入り[483]。
- 6日 - カラクレナイ（JRA）が競走馬登録を抹消。今後は繁殖入り[484]。
- 7日 - 岩手県競馬組合は所属騎手の菅原俊吏が騎手免許を返上したことを発表。子息の中学校入学、およびJRA乗馬スクール入校予定を機に茨城県へ転居することによる[485]。
- 12日 - ヒーズインラブ（JRA）が競走馬登録を抹消。今後は名古屋競馬[486]へ移籍[注 5][487]。
- 17日 - 埼玉県浦和競馬組合は、所属騎手の山崎真がこの日から21日まで行われる令和元年度第13回浦和競馬をもって引退することを発表[488][489]。
- 19日 - ルックトゥワイス[490]とオウケンビリーヴ[491]（ともにJRA）が競走馬登録を抹消。今後は前者が乗馬に、後者が繁殖入り。
- 22日 
  - 小倉競馬第5競走で、ディープインパクト産駒がサンデーサイレンス産駒に次ぐJRA史上2頭目となる通算2100勝を史上最速で達成[492]。
  - 東京競馬第11競走（第70回ダイヤモンドステークス、GIII、16頭立て）で、最低16番人気のミライヘノツバサ（木幡巧也騎乗）が勝利し、単勝式の配当がJRA重賞競走史上3位の高額となる3万2550円を記録した[493]。
- 23日 - 東京競馬第11競走（第37回フェブラリーステークス、GI、ダート1600m、16頭立て）でモズアスコット（クリストフ・ルメール騎乗）が勝利。同馬は2018年の安田記念で芝コースでのGI競走で勝利しており、史上5頭目となる芝とダートの両GI競走を制した競走馬となった[494]。
- 27日 - ブルドッグボス（JRA）が競走馬登録を抹消。今後は浦和競馬へ復帰[455]。
- 29日 - 騎手の四位洋文（栗東）が翌3月1日付で調教師に転身することに伴いこの日施行された阪神競馬の騎乗をもって引退[495]。しかし第5競走では最後の直線走路において内側に斜行し他馬の走行に影響を与えたとして3月14日から開催日4日間の騎乗停止処分を受けた[496]。

### 3月
- 3日 - 調教師の作田誠二と山内研二（いずれも栗東）が定年のためこの日をもって引退[497]。2名共に引退レースで管理馬が勝利し有終の美を飾った[498][499]。
- 4日 
  - 騎手の柴山雄一（JRA）の所属がこの日から美浦から栗東に変更[500]。その後3月24日付で武幸四郎厩舎所属になることが発表された[501]。
  - 川崎競馬第9競走で森下博が64歳10か月で勝利し、自身が持つ地方競馬最年長勝利記録（記録が残る1973年以降）を更新した[502]。→1月24日の出来事も参照
- 6日 - マルターズアポジー（JRA）が競走馬登録を抹消。今後は種牡馬に[503]。
- 15日 - 中京競馬第2競走で、吉田隼人（美浦）がJRA史上33人目（現役騎手20人目）となる通算1万1千回騎乗を達成[504]。
- 16日 - この日行われたJBC実行委員会において、2021年のJBCのうちクラシック・スプリント・レディスクラシックの3競走を金沢競馬場で、JBC2歳優駿を今年に引き続き門別競馬場で開催することを発表。JBC3競走が金沢で行われるのは2013年以来8年ぶり。また施行距離はクラシックが2100m、スプリントが1400m、レディスクラシックが1500m。また2歳優駿は今年と同じ1800mで行われることも決定した[505]。
- 18日 - アンデスクイーン（JRA）が競走馬登録を抹消。今後は繁殖入り[506]。
- 21日 
  - 中山競馬第6競走で、北村宏司（美浦）がJRA史上15人目（現役騎手12人目）となる通算1万5千回騎乗を達成[507]。
  - ばんえい帯広競馬第9競走で行われた第52回ばんえい記念（BG1）で、1番人気に支持されたホクショウマサルが3着に敗れ、中央・地方を含めた最多連勝記録が31でストップした[508]。→1月6日の出来事も参照
- 22日 
  - 阪神競馬第3競走で、ダイワメジャー産駒がJRA史上22頭目となる通算1000勝を達成[509]。
  - マイネルフィエスタ（JRA）が競走馬登録を抹消。今後はJRA馬事公苑で乗馬に[510]。
- 23日 - 名古屋競馬第3競走で、宮下瞳（愛知）が日本人女性騎手史上初となる通算1万回騎乗を達成[511]。
- 25日 - サイタスリーレッド（JRA）が競走馬登録を抹消。今後は大井競馬へ移籍[512]。
- 27日 - 昨年9月、北海道日高町内の牧場で繋養されていたタイキシャトルのたて髪が切断されていた事件で、北海道警門別署は器物損壊の疑いで埼玉県川口市に住む55歳の女を逮捕。また同じ牧場で繋養されていたローズキングダムや他の牧場などで繋養されていたウイニングチケットやビワハヤヒデなどのたて髪も切断される被害も発生しており、道警で関連を調べている[513][514]。その後4月17日にウイニングチケットのたて髪の一部を切断した疑いで道警に再逮捕された[515]が、4月28日に札幌地方検察庁は「切断による被害が小さい」などとして1頭のたて髪切断に関わり、書類送検された女の夫と共に不起訴処分とした[516]。
- 28日 - 「降雪による競馬開催への影響が予想される」として、翌29日に中山競馬第11競走で施行予定のマーチステークス（GIII）の前日発売[517]、及び29日の中山競馬全競走とWIN5の夜間発売を取りやめ[518]。
- 29日 
  - 中山競馬は「降雪の影響により安全な競馬の施行が困難である」と判断され第3競走以降を取りやめ。続行競馬は31日に出馬表の内容を変更したうえで施行された[519]。
  - 中京競馬第11競走で行われた第50回高松宮記念（GI）で、1位入線のクリノガウディー（和田竜二騎乗）が最後の直線走路で内側に斜行し、2位入線のモズスーパーフレア（松若風馬騎乗）と4位入線のダイアトニック（北村友一騎乗）の進路を妨害。これがなければ両馬が先着できたと判断されたためクリノガウディーは4着に降着。和田は4月11日から開催日4日間の騎乗停止処分を受けた。GI競走で1位入線馬が降着となったのは2010年の第30回ジャパンカップでのブエナビスタ（1位入線→2着降着）以来10年ぶり4度目[520]。
- 30日 - 船橋競馬第4競走で、地方競馬の短期騎手免許で騎乗中のミカエル・ミシェル（川崎）がアラン・ムンロ、ライアン・クアトロと並び短期騎手免許期間最多勝利タイとなる29勝目を記録[521]。
- 31日 
  - 騎手の東川公則（笠松）と宇都英樹（愛知）、伊藤千尋（北海道）が引退。このうち東川と宇都は翌4月1日付で調教師に転身[522][523]。 また調教師の久保與造と阪本泰之（ともに大井）[524]、田中敏和（愛知）[525]が引退、香取和孝（大井）が勇退した[524]。
  - 船橋競馬第5競走で、ミカエル・ミシェルが短期騎手免許期間最多勝利数を更新する30勝目を記録[526]。
  - ソウルスターリング（JRA）が競走馬登録を抹消。今後は繁殖入り[527]。

### 4月
- 1日 - ナックビーナス（JRA）が競走馬登録を抹消。今後は繁殖入り[528]。
- 2日 
  - 笠松競馬第5競走で、厩務員がゲート内に残っていたにもかかわらず発走合図が行われ、公正な発走ではないと判断されてカンパイとなったが、それが騎手に伝わらず、各馬が相当の距離を走行したため競走除外となり、競走が取りやめとなる事態があった[529][530]。
  - 5時30分頃、北海道安平町の吉田牧場で牧舎1棟を焼く火事があり、繁殖牝馬5頭が焼死した。同牧場や北海道警苫小牧署で出火原因を調べている。同牧場はテンポイントやフジヤマケンザンなどを輩出した牧場として知られていた[531][532]。
- 3日 - JRAの本部職員が新型コロナウイルスに感染したことがこの日夜に判明。また栗東トレーニングセンターに所属する藤懸貴志、川須栄彦、岩崎翼の3騎手が先週末にウイルス感染が認定された当該職員と阪神競馬場での接触があったと認められたことから、JRAは「疾病予防措置」として4日及び5日の阪神競馬での3騎手のレース騎乗をキャンセルする措置を執った[533]。
- 5日 - ディープインパクト産駒が4日・5日の両日に中山競馬と阪神競馬で34頭出走したもののいずれも未勝利に終わり、2015年2月7日から続いていた連続週勝利記録が269週でストップした[534]。
- 6日 - JRAは、京都競馬場の職員2名が新型コロナウイルスに感染していたことがこの日の午後に判明したことを発表。2名は3日に感染が判明した本部職員と食事をするなど行動を共にしており、保健所の指示により自宅待機となっている[535]。
- 7日 
  - 園田競馬第8競走（12頭立て）で、本来負担重量55kgで出走する予定だった牡馬7頭が番組編成室のミスにより出馬表に56kgと誤記載されたことから「公正な競馬ができない」として7頭とも競走除外となる事案が発生。負担重量54kgの牝馬5頭による競走となった[536][537]。
  - 大井競馬第6競走で、1度目の枠入りの際に1頭がゲート入りに時間がかかった上に別の1頭がゲートから飛び出して放馬。2度目の枠入りの際にはさらに別の1頭がゲートから飛び出して放馬。馬体検査の結果競走除外となり、結局発走が20分以上遅れ、さらにレースは1回目に遅延の原因を作った2頭のワンツーフィニッシュという後味の悪い結果になった[538]。
  - シュテルングランツ（大井、元JRA→浦和）がこの日付けで地方競馬の競走馬登録を抹消[539]。
- 8日 - ガンコ（JRA）が競走馬登録を抹消。今後は乗馬に[540]。
- 10日 
  - JRAは、美浦・稲垣幸雄厩舎に所属するスタッフ1名が新型コロナウイルスに感染した疑いがあり、それに伴う感染予防措置として、翌11日に中山競馬と福島競馬で出走予定だった3頭を競走除外にしたことを発表した[541]。その後11日に当該スタッフはPCR検査の結果、陰性であったことが判明した[542]。
  - 名古屋競馬第11競走（山桜特別）で、発走委員の助手が誤って白旗を振ってしまったため、公正な発走と認められなかったため発走やり直し（カンパイ）となったが、出走馬全頭が相当の距離を走行したため競走除外となり競走取りやめとなる事案があった。同様の事案は2日の笠松競馬でも発生している[543][544]。→4月2日の出来事も参照
- 17日 
  - ホッカイドウ競馬は、所属騎手の小林靖幸が4月6日付で引退したことを発表。昨年11月7日の門別競馬第7競走が最後の騎乗となった[545]。
  - キングズガード（JRA）が競走馬登録を抹消。今後は乗馬に（4月22日に発表）[546]。
- 18日 
  - 福島競馬第5競走で、クロフネ産駒がJRA史上8頭目となる通算1400勝を達成[547]。
  - 中山競馬第11競走（第22回中山グランドジャンプ、J・GI）で、1番人気に支持されたオジュウチョウサン（石神深一騎乗）が優勝し、平地・障害競走含めJRA史上初となる同一重賞5連覇を達成。また同馬は自身の記録を更新する障害重賞13連勝を記録した[548][549]。
- 19日 
  - 阪神競馬第5競走（16頭立て）で、2着に最低16番人気、3着に15番人気が入線し、当該馬同士による拡大二連勝複式（ワイド）の配当が阪神競馬史上最高、JRA全体でも歴代3位となる11万7910円を記録[550]。
  - 中山競馬第5競走で、キングカメハメハ産駒がJRA史上3頭目となる通算1900勝を達成[551]。
  - 高知競馬第2競走で、永森大智（高知）が地方競馬通算1万回騎乗を達成[552]。
- 22日 - エアアンセム（JRA）が競走馬登録を抹消。今後はJRA馬事公苑で乗馬に[553]。
- 24日 - 愛知県競馬組合は、安部幸夫厩舎所属の厩務員1名が発熱の症状が出たため、予防措置としてこの日の名古屋競馬で出走予定だった9頭について競走除外としたことを発表[554]。また同競馬第6競走では大畑雅章騎乗のログインボーナスが発走直後、外側によれた際に手綱が抜けた状態となり落馬の危険性があったとして、管理調教師の井手上慎一（愛知）を戒告及び賞典停止2日の処分にした[555]。
- 25日
  - 福島競馬第1競走で、藤田菜七子（美浦）が所属女性騎手史上初となるJRA通算100勝を達成[556]。
  - この日の京都競馬で4本、東京競馬で1本の合計5本の単勝式万馬券が飛び出し、1986年以降1日及び1週の最多単勝万馬券記録を更新[557][558]。さらに3場（東京・京都・福島）で三連勝単式が100万円を超える配当も新記録となる5本が記録された[558]。
- 26日 - 京都競馬第1競走の最後の直線走路で、岩田康誠騎乗のダイヴィンダートが馬体に故障を発症したため転倒し落馬（馬は予後不良）。これをきっかけにして後続の4頭が落馬するアクシデントが発生した（他に1頭がこの影響により競走中止）[559][560]。このアクシデントにより岩田康と松山弘平が負傷（岩田康は右前腕骨骨折疑い、松山は骨盤骨折疑い→その後仙骨骨折が判明）し京都市内の病院に搬送され、以後の騎乗が乗り替わりとなった[559][560][561]。

### 5月
- 2日 - 京都競馬第10競走（下鴨ステークス）でスズカルパン（JRA）が出走し、2004年のハートランドヒリュ以来16年ぶり8頭目となるJRA通算100戦を達成（結果は13頭中10着）[562][563]。同馬は7日付で競走馬登録を抹消され、今後は調教師の角居勝彦（栗東）などが発起人となっている「サンクスホースプロジェクト」で第二の馬生を送る[564]。
- 3日 - 東京競馬第5競走で、田中勝春（美浦）がJRA史上及び現役騎手5人目となる通算2万回騎乗を達成[565]。
- 7日 - 高知県競馬組合は、心身の疲労を理由に昨年7月から休業していた騎手の別府真衣が5月9日の高知競馬第3競走で約10か月ぶりに復帰することを発表[566]。
- 9日 
  - ディライトフル（JRA）が競走馬登録を抹消。今後は乗馬に[567]。
  - 千葉県競馬組合は、所属調教師の椎名廣明が5月31日付で引退することを発表。地元の船橋では5月8日の第10競走が[568]、また5月29日の浦和競馬第7競走が最後の出走となった[569]。
- 14日 - 門別競馬第12競走（第44回北斗盃、H2）で井上俊彦（北海道）が勝利し、ホッカイドウ競馬における重賞競走史上最高齢勝利記録（55歳1か月0日）を更新した[570]。
- 17日 - 東京競馬第11競走（第15回ヴィクトリアマイル（GI））でアーモンドアイ（クリストフ・ルメール騎乗）が勝利し、同馬はJRA歴代最多タイとなる芝で行われるGI競走7勝目を挙げると同時に牝馬で史上4頭目となる総獲得賞金10億円を突破。また管理調教師の国枝栄（美浦）は現役調教師最多となる牝馬限定のGI競走9勝目を挙げた[571]。
- 20日 - ルールソヴァール（JRA）が競走馬登録を抹消。今後はホッカイドウ競馬へ移籍[572]。
- 21日 - ストロングタイタン（JRA）が競走馬登録を抹消。今後は乗馬に[573]。
- 22日 - 騎手の中谷雄太（栗東）が24日の新潟競馬第8競走の騎乗を最後に引退することを発表[574][575]。
- 23日 - 東京競馬第12競走で、ハーツクライ産駒がJRA史上16頭目となる通算1100勝を達成[576]。
- 25日 - この日昼前、元競走馬で現在は大井競馬場の誘導馬として活躍しているセイントメモリーが同競馬場から逃げ出し、約1.5キロ先の交差点で乗用車と接触する事故が発生。この事故で乗用車を運転していた男性がケガした他、逃げる際にガードマン1名が負傷。馬も出血し同競馬場で手当を受けた。特別区競馬組合は今回の逃走について被害者及び近隣住民等に謝罪すると同時に原因究明及び再発防止策を講じるとした[577]。
- 26日 - 1897年に創業し、テンポイントやフジヤマケンザンなど多くの名馬を輩出した北海道安平町の吉田牧場が競走馬の生産を終了することがスポーツニッポンの取材で判明。同牧場は4月2日早朝に繁殖牝馬5頭が焼死する火事が発生し、また現代表の吉田晴雄（元騎手）の体力の限界もあり生産終了の決断に至った[578]。→4月2日の出来事も参照
- 27日 - 門別競馬第11競走（ミヤコグサ特別）は濃霧の影響により取りやめ。勝馬投票券[注 7]も返還となった[579]。
- 30日 - 東京競馬第11競走（欅ステークス）で、田辺裕信（美浦）がJRA史上34人目（現役騎手21人目）となる通算1万1千回騎乗を達成[580]。
- 31日 - 京都競馬第8競走で、太宰啓介（栗東）がJRA史上35人目（現役騎手22人目）となる通算1万1千回騎乗を達成[581]。

### 6月
- 3日 - 笠松競馬第2競走のレース中に笠松競馬場内が停電するアクシデント。一時配信映像や音声がストップする影響が出た。原因を調査したところ同競馬場の電気室内にヘビが入り込み、機器に接触したものと判明した[582]。
- 5日 - ミライヘノツバサ（JRA）が右前浅屈腱炎を発症し全治9か月以上の休養を要する見込みと診断されたことから[583]、この日付けで競走馬登録を抹消。今後はJRA馬事公苑で乗馬に[584]。
- 6日 - マイネルクロップ（JRA）が競走馬登録を抹消。今後は早稲田大学で乗馬に[585]。
- 7日 - 東京競馬第3競走で、横山典弘（美浦）がJRA史上及び現役騎手6人目となる通算2万回騎乗を勝利で飾った[586]。
- 14日 - 阪神競馬第2競走で、和田竜二がJRA史上8人目（現役騎手7人目）となる通算1万8千回騎乗を達成[587]。
- 17日 - ロンドンタウン（JRA）が競走馬登録を抹消。今後は種牡馬に[588]。
- 19日 - 船橋競馬は、放送設備の故障により「公正な競馬の提供ができない」として第1競走から第5競走までを取りやめ。同様の理由による競走取りやめは全競走が中止となった2006年3月14日以来[589]。なお同日に出走できなかった新馬等の出走機会を確保するためとして、第4回開催を1日追加して7月18日から22日までとすることを7月3日に千葉県競馬組合が発表した[590]。
- 20日 - 8時10分頃、大井競馬場で調教中の競走馬1頭が何かに驚いて逃走し、約20分後に近くの運河で泳いでいるところを発見され対岸で捕獲された。馬は負傷しており同競馬場で治療を受けている。大井では5月25日にも競走馬が逃走して乗用車に接触する事故が発生している[591]。→5月25日の出来事も参照
- 21日 - 東京競馬第7競走で、ゴールドアリュール産駒がJRA史上23頭目となる通算1000勝を達成[592]。
- 23日 - 岐阜県地方競馬組合は、笠松競馬に所属する騎手3名、調教師1名が競馬法第29条違反（馬券購入）の疑いで同競馬場を管轄する岐阜県警羽島署から事情聴取を受け、自宅や厩舎等を家宅捜索されたことを公式サイトで発表。発表時段階で4名は逮捕されていない[593]。
- 27日 - キタノコマンドール（JRA）が競走馬登録を抹消。今後は種牡馬に。同馬はタレント・映画監督のビートたけしが命名した馬として話題になっていた[594]。

### 7月
- 4日 - ボールライトニング（JRA）が競走馬登録を抹消。今後はJRA馬事公苑で乗馬に[595]。
- 5日 - 阪神競馬第10競走（西脇特別）で、ディープインパクト産駒がJRA史上2頭目となる通算2200勝を史上最速で達成[596]。
- 8日 - 門別競馬第11競走（ウポポイ開設直前記念特別）は濃霧の影響により取りやめ[597]。
- 12日 
  - 函館競馬第5競走で、池添謙一（栗東）がJRA史上21人目（現役騎手15人目）となる通算1万3千回騎乗を達成[598]。
  - 盛岡競馬第11競走で行われたオパールカップ（M2）は芝コースの走路状態悪化に伴い芝1700mからダート1600mに変更して施行[599]。
- 13日
  - 盛岡競馬第8競走でエリザベスキュートが1着となり、管理調教師の小西重征（岩手）は地方競馬通算1844勝を記録、岩手競馬の平地通算勝利記録を更新[600]。
  - クロフネが種牡馬を引退することが、この日判明した。3歳で引退し種牡馬となった同馬は初年度産駒からフサイチリシャールを出したほか、カレンチャンやアップトゥデイトなどの活躍馬を出した。引退後も引き続き、社台スタリオンステーションで功労馬として余生を送る[601]。
- 17日
  - JRAは、7月12日の阪神競馬第4競走に出走した牡3歳馬から規制薬物[注 8]「ジクロフェナク」（消炎・鎮痛剤）が検出され、日本中央競馬会競馬施行規程第147条14号に抵触したとして、当該馬の管理調教師である大久保龍志（栗東）に対し過怠金30万円の処分にしたことを発表[602][603]。その後、2021年3月5日付で処分取り消しとなった[604][605]。
  - タニノギムレットが今年限りで種牡馬を引退したことが、この日判明した。第69回東京優駿（日本ダービー）を優勝した同馬は3歳で引退し種牡馬になると、牝馬で第74回東京優駿（日本ダービー）を優勝したウオッカや、平地と障害でそれぞれ重賞を勝ったメドウラークなどを出した。今後はヴェルサイユリゾートファームに移動し、功労馬として余生を送る[606]。
- 19日 
  - この日のWIN5は、対象レース順に8番人気→3番人気→15番人気→18番人気→2番人気が1着となる波乱となり、663万票弱が売れたものの的中者はおらず、約4億6400万円が次回へキャリーオーバーとなった[607][608]。
  - 盛岡競馬は、走路状況悪化により第6競走及び第7競走を取りやめ。その後天候及び走路状況が回復したため第8競走から再開した[609]。
- 22日 
  - JRAは、岩崎翼（栗東）がこの日から現姓名である「和田翼」に変更したことを発表[610]。
  - カフジテイク（JRA）が競走馬登録を抹消。今後は大井競馬へ移籍[611]。
  - 門別競馬第10競走（アナベル特別）は濃霧の影響により取りやめ[612]。
- 25日 - 新潟競馬第1競走は、出走した16頭のうちミルファーム所有馬が12頭も出走し、JRAの同一馬主最多出走記録を更新[613]。
- 29日 - スティッフェリオ（JRA）が左前脚に屈腱炎を発症した影響により[614]、この日付けで競走馬登録を抹消。今後は乗馬に[615]。
- 31日 - JRAは、令和2年7月豪雨（熊本豪雨）の被災地への支援として、熊本県に1000万円、八代市へ100万円を拠出した[616]。

### 8月
- 1日 - 騎手の佐藤友則、島崎和也、山下雅之、調教師の尾島徹（いずれも笠松）が免許を更新せず、7月31日付で引退していたことがこの日判明[617]。笠松競馬では競馬法違反（馬券購入）の疑いで関係先への家宅捜索が行われたが、4名の免許が更新されなかった理由について地方競馬全国協会は各マスコミの取材に対し「警察の捜査にかかわることで、現状では回答できない」とした[618][619]。朝日新聞が10月14日に報じた記事によると、岐阜県警の事情聴取に対し少なくとも2名が大筋で馬券購入を認めていたことが分かった。出走馬の不調などといった内部情報を仲間内で共有し、6月ごろに調教師の知人名義でインターネット投票を利用し、馬券を購入していたという。県警では4名のうち、容疑が固まった人物について書類送検する見通し[620]。→6月23日の出来事参照
- 5日 
  - エポカドーロ（JRA）が引退することが、この日判明した。2018年の皐月賞を優勝した同馬は同年の東京優駿（日本ダービー）2着以降結果を残せず、2019年の大阪杯出走（10着）後に鼻出血を発症、放牧中に腸捻転を起こし手術を受けるなどの体調不良にも見舞われ、帰厩後は復帰を目指して調教を行っていたが、立て直すのは困難と判断された[621][622]。21日付で競走馬登録を抹消、今後は種牡馬に[623]。
  - ウインテンダネス（JRA）が競走馬登録を抹消。今後は種牡馬に[624]。
- 6日 - メイショウスミトモ（JRA）が競走馬登録を抹消。今後はJRA馬事公苑で乗馬に[625]。
- 7日
  - 岩手県競馬組合は、所属する厩務員が競馬法に違反して地方競馬の勝馬投票券を購入したことにより指導監督が不行き届きだったとして、いずれも水沢所属の瀬戸幸一、千葉博次の両調教師に対して戒告及び賞典停止20日の処分にしたことを発表。すでに当該厩務員の資格は剥奪されている[626]。
  - 高知県競馬組合は令和2年7月豪雨の被災地を支援することを目的とし、8月8日から30日に行われるメイン競走（8競走）を「令和2年7月豪雨被災地支援競走」として施行。各競走の売得金から1%相当額（611万577円）を、高知県が創設した「令和2年7月豪雨に係る災害義援金」へ寄付した[627][628]。
- 8日 - メドウラーク（JRA）が競走馬登録を抹消。今後は乗馬に[629]。
- 9日 - 札幌競馬第11競走（第25回エルムステークス、GIII）で、JRA重賞競走史上初となる父・横山典弘、長男・横山和生、三男・横山武史（いずれも美浦）の親子三人が騎乗。和生の4着が最高で、典弘が5着、武史は14着に終わった[630]。横山父子による同一重賞3人騎乗は23日の札幌記念（GII）でもみられ、父・典弘が1着、三男・武史が5着、長男・和生が6着となった[631]。
- 12日 
  - JRAの現役最年長の重賞勝ち馬であったティーハーフ（牡10歳）が競走馬登録を抹消。今後は乗馬に[632][633]。
  - 浦和競馬は雷雨など悪天候の影響により第7競走以降を取りやめ。この日から人数限定で入場を再開したばかりだった。これによりSPAT4トリプル馬単も不成立となった[634][635]。
- 13日 - 浦和競馬は悪天候及び馬場状況悪化に伴い第10競走以降を取りやめ[636]。
- 14日 - この日夕方、JRA栗東トレーニングセンターで火災が発生。村山明厩舎が半焼。また中尾秀正、高柳大輔両厩舎の一部にも被害が出た。これにより村山厩舎所属の競走馬4頭が逃げ遅れて死亡。このうち2頭は16日の小倉競馬に出走予定だった[637][638]。さらに翌15日には同じ村山厩舎の1頭が気管にやけどを負い安楽死処分となり、合わせて5頭が犠牲となった[639]。15日に消防と警察による実況見分が行われた結果、「原因は特定できない」とされ、今後調査を進めることとなった。また、火災発生前からの防犯カメラでも一切の出入りが認められず、「事件性は低い」とされた[640]。JRAは9月7日に行った会見でも火災の件に言及。改めて「原因は特定できない」とし、近日中に消防局による臨時の講習を行うほか、栗東・美浦でも臨時点検を行うとした。JRAでは厩舎へスプリンクラーの導入も検討されたが、「誤作動が生じることで誤作動による競走馬への影響を考慮すると効果は期待できない」とした。また、厩舎が木造である点については、日本が高温多湿のため通気性・吸湿性の確保が目的であるとしたほか、壁を蹴ったりする馬へのダメージが少ないことなど、競走馬の馬体保護を第一に考えているとした[641]。
- 15日 - 小倉競馬第9競走（フェニックス賞、芝1200m、2歳オープン）で、熊本産馬のヨカヨカ（牝）が1着となった。九州産馬がフェニックス賞を勝利したのは1998年（コウエイロマン）以来22年ぶりで、熊本産馬による平地オープン競走の勝利はグレード制導入後初めての記録となった[642][643]。
- 17日
  - この日のばんえい帯広競馬第1競走に出走を予定していたタケノセーイコー（牝3歳）が、前日の16日に出産したことが判明したため出走取り消しとなる珍事。同馬の管理調教師である谷あゆみ（ばんえい）は戒告を受けた。同馬が妊娠していたことは調教師の谷や馬主も把握していなかったという[644][645]。なお、生まれた仔馬は帯広競馬場にて、来場者のふれあいや観光馬車としての活用が検討されていたが、母馬が誤って踏んだことで後ろ脚を骨折。帯広畜産大学で手術が行われたが及ばず安楽死処分となった[646][647]。
  - 佐賀競馬では令和2年7月豪雨の被災者を支援するため、8月29日・30日・9月5日・12日の佐賀競馬第5競走を「令和2年7月豪雨災害被災者支援競走」として実施。売得金から払戻金や開催経費を除いた額を寄付した[648]。
  - 2018年度のJRA賞最優秀ダートホースに選ばれたルヴァンスレーヴ（JRA）が現役を引退することを所属するG1サラブレッドクラブが公式サイトにて発表。今後は社台スタリオンステーションで種牡馬に[649]。その後27日付けで競走馬登録を抹消された[650]。
- 20日 - 大井競馬第10競走（流星賞、ダート1000m、A1・A2一組）で、クルセイズスピリツ（大井）が1着となった。タイムは58秒8で、1976年12月3日にジヨーンズシヤダイが記録したレコードタイム（58秒9）を0秒1更新した。大井ダート1000mのレコードタイムは、サラ系のものとしては最古となっていたが、44年ぶりの更新となった[651][652][653]。
- 22日 - 小倉競馬第1競走（2歳未勝利、芝1200m、九州産馬）は、出走した17頭すべてが連闘となる珍事となった。これは第2回小倉競馬が4週に短縮されたことによる変則日程のためで、前週に2競走行われた九州産馬限定の2歳新馬戦で敗れた馬たちが、1競走しかない九州産馬限定未勝利戦に出走したことによるもの[654][655]。
- 23日 - 札幌競馬第3競走で、柴山雄一がJRA史上42人目（現役騎手28人目）となる通算1万回騎乗を達成[656]。
- 25日 - 全国の公立高校で唯一、サラブレッドの生産実習を行っている北海道静内農業高等学校で生産された牡1歳馬「健叶（けんと、セリ名簿では『マドリガルスコア2019』）」が2020北海道サマーセールに上場され、同校生産馬として過去最高額となる2500万円（税抜）で落札された。同馬は父マクフィ、母の父ダンスインザダークという血統で、「テイエム」の冠名で知られる竹園正継が落札した。なお、同校は北海道立のため、売却金は北海道の財政に繰り入れられる[657][658][659]。同馬はその後「テイエムケントオー」の馬名で登録され、2021年8月7日の函館競馬第5競走（メイクデビュー函館、2歳新馬、芝1200m、9頭）でデビューした（5着）[660][661]。
- 27日 - サングレーザー（JRA）が右前脚の靱帯に炎症を再発させたため復帰を断念し、引退することを所有するG1レーシングが発表[662][663]。9月10日付で競走馬登録を抹消、今後は種牡馬に[664][665]。
- 29日
  - 小倉競馬第9競走（ひまわり賞、芝1200m、2歳オープン、九州産馬）で、ヨカヨカ（牝）が1着となった。前走のフェニックス賞を勝った同馬の負担重量は57kgで、2歳馬が57kgの負担重量で勝利したのは2005年のメイショウサムソン以来4例目、2歳牝馬としては記録が確認できる1955年以降で初めての記録となった[666]。→8月15日のできごと参照
  - 新潟競馬第12競走の発走直前に、翌30日の同競馬第4競走に出走を予定していた競走馬1頭が新潟競馬場の厩舎地区に到着した際に暴れて放馬。地下馬道を通り抜けてコース内に乱入するアクシデントが発生。同馬は馬体検査の結果怪我をしたことが判明したため出走取り消しに。また発走時刻も6分遅れた[667]。

### 9月
- 2日 
  - 2010年NHKマイルカップ優勝馬のダノンシャンティが種牡馬を引退することをけい養するビッグレッドファームが公式サイトで発表。今後はNPO法人「ホーストラスト北海道」で余生を過ごす[668]。
  - ディメンシオン（JRA）が競走馬登録を抹消したことを所属する広尾サラブレッド倶楽部が公式サイトにて発表。8月30日に札幌競馬場で行われたキーンランドカップ（GIII、3着）が最後の出走になった[669]。
  - 2017年新潟2歳ステークス優勝馬のフロンティア（JRA）が左側の骨盤骨折を起こしたことが判明したため引退することを所有するサンデーレーシングが発表[670]。その後9月4日付で競走馬登録を抹消された。今後は乗馬に[671]。
  - ブレスジャーニー（JRA）が競走馬登録を抹消。今後は大井競馬[672]へ移籍[注 5][673]。
- 4日
  - 名古屋競馬は悪天候の影響により安全かつ公正な競馬の施行ができないとして全12競走が取りやめに[674]。
  - ツルネ（JRA）が屈腱炎を発症した影響により競走馬登録を抹消。今後は繁殖入り。同馬は千葉ロッテマリーンズ一軍投手コーチの吉井理人の所有馬だった[675]。
- 5日 - 札幌競馬第11競走（第55回札幌2歳ステークス、GIII）でソダシ（吉田隼人騎乗）が1着となり、昨年のレパードステークスでのハヤヤッコ以来史上2頭目、また芝コースで行われるJRAの重賞競走では初となる白毛馬での勝利となった[676]。
- 6日 - 高知競馬は台風10号の影響による悪天候のため、第9競走以降を取りやめ。代替開催は行わない[677]。
- 13日 - JRAは、騎手の山本康志（美浦）が9月30日付で引退することを発表。27日に行われた中京競馬第1競走（障害未勝利戦、9着）が最後の騎乗となった。引退後は調教助手に転向する予定[678][679]。
- 28日 - 高知県競馬組合は、雇用している厩務員が競馬法第29条に違反して地方競馬の勝馬投票券を購入し、8月に高知県警に逮捕され後に罰金30万円の略式命令を受けたことにより指導監督が不十分だったとして、調教師の那俄性哲也を戒告及び10月3日から実効20日間の賞典停止処分にしたことを発表。当該厩務員は刑が確定し厩務員資格剥奪、2年間の競馬への関与禁止となっている[680]。

### 10月
- 2日 - 名古屋競馬第3競走で宮下瞳（愛知）が勝利し、2005年に自身が記録した地方競馬の日本人女性騎手年間勝利数を更新する今季85勝目を記録[681]。
- 8日 - NARグランプリ2018で2歳最優秀牡馬に選ばれたイグナシオドーロ（北海道）が、地方競馬教養センターへ訓練馬として入厩[682]。
- 9日
  - 「台風接近による競馬開催への影響が予想される」として、10月10日施行の東京競馬及び京都競馬の金曜日夜間発売を取りやめ[683]。
  - 日本軽種馬協会は、アメリカで供用中の種牡馬ノーブルミッションを導入することを発表[684]。
- 10日 - 京都競馬第1競走・第7競走、及び新潟競馬第3競走で、マルモセーラを母に持つきょうだい馬3頭（いずれも栗東・木原一良厩舎）が揃って勝利。記録の残る1977年以降では初めてとなった[685]。
- 12日
  - この日の朝、金沢競馬場内に野生のサルが侵入し、その捕獲作業のため午前中の他場場外発売が取りやめとなるトラブルが発生。本場自体は非開催日だった[686]。
  - JRA栗東所属騎手のうち18名が、令和2年7月豪雨の被災者に対する支援として、日本赤十字社を通じ100万5000円を寄付した。これは新型コロナウイルス支援として日本騎手クラブが行っている積立（前述）と並行して、騎乗1回につき1000円を積み立ててきたもの[687]。
- 14日 - 社台スタリオンステーションは、アメリカで4戦無敗のまま3歳で引退したナダルを、種牡馬として日本へ導入すると発表。同馬はケンタッキーダービーの有力馬と目されていたが、骨折のため引退していた[688]。
- 16日 - 韓国で期間限定騎乗を行っている上田将司（高知）が、この日のソウル競馬場第5競走で韓国での初勝利を挙げた[689]。
- 17日
  - レッドベルジュール（JRA）が競走馬登録を抹消。今後は種牡馬に[690]。
  - アメリカ・チャーチルダウンズ競馬場は、2020 - 2021年度の「JAPAN ROAD TO THE KENTUCKY DERBY」シリーズ構成競走を発表。カトレアステークス（JRA東京）・全日本2歳優駿（川崎）・ヒヤシンスステークス（JRA東京）・伏竜ステークス（JRA中山）が対象となった[691]。
- 18日 - 京都競馬第11競走（第25回秋華賞、GI）でデアリングタクト（栗東・杉山晴紀厩舎、松山弘平騎乗）が勝利し、JRA史上初となる無敗の牝馬三冠（桜花賞、優駿牝馬（オークス）、秋華賞）馬となった[692]。騎手の松山はその後に行われた京都競馬第12競走（平城京ステークス）も勝利し、自身初となる年間100勝を達成した[693]。
- 19日 - 特別区競馬組合は、所属馬のハッピースプリント（元北海道）が引退したことを発表[注 9]。今後は種牡馬に[695][696]。
- 20日 - 門別競馬第5競走で、ダンスセイバー（北海道）が9頭中9着に敗れ、初出走から200連敗となり、国内最多連敗記録の更新を継続した[697]。
- 21日 - ラインカリーナ（JRA）が競走馬登録を抹消。今後は浦和競馬へ移籍[698]。
- 22日 - ウーマンズハート[699]とタガノディグオ[700]（ともにJRA）が競走馬登録を抹消。今後は前者が繁殖入り、後者が園田競馬へ移籍。
- 25日
  - 東京競馬第7競走で、石橋脩（美浦）が史上36人目（現役騎手23人目）となるJRA通算1万1千回騎乗を達成[701]。
  - 京都競馬第11競走（第81回菊花賞、GI）でコントレイル（牡3歳、栗東・矢作芳人厩舎、福永祐一騎乗）が勝利し、同馬の父親であるディープインパクトが2005年に達成して以来15年ぶり史上3頭目となる無敗での三冠（皐月賞、東京優駿（日本ダービー）、菊花賞）馬となった[702]。
  - 高知競馬第6競走で、赤岡修次（高知）が地方競馬新記録となる14年連続で年間200勝を達成[703]。
- 27日 - 昨年のマーメイドステークス優勝馬のサラス（JRA）が引退し繁殖入りすることを所有する社台グループオーナーズが発表[704]。その後10月29日付で競走馬登録を抹消された[705]。

### 11月
- 1日 - 東京競馬第11競走（第162回天皇賞（秋）、GI）でアーモンドアイ（牝5歳、美浦・国枝栄厩舎、クリストフ・ルメール騎乗）が勝利し、JRA史上初となる芝コースで行われるGI競走8勝目を同競走で牝馬初となる連覇で飾った[706]。
- 2日 - 特別区競馬組合は農業、商業、工業等の業務に精励し、他の模範となるような技術や事績を有する者に授与される黄綬褒章を所属騎手の的場文男が受章したことを発表。騎手が褒章を受章するのは中央、地方を含め初めてとなる[707][708]。
- 3日 - スプリングボックス（JRA）が競走馬登録を抹消。今後は乗馬に[709]。
- 4日 - レヴァンテライオン（JRA）が競走馬登録を抹消。今後は園田競馬[710]へ移籍[注 5][711]。
- 7日 - 阪神競馬第5競走で、藤岡佑介（栗東）がJRA史上43人目（現役騎手29人目）となる通算1万回騎乗を達成[712]。
- 11日 
  - ファッショニスタ（JRA）が競走馬登録を抹消。今後は繁殖入り[713]。
  - JRAは、11月7日に行われた東京競馬第4競走（2歳未勝利）で1位入線したソーヴァリアント（牡2、美浦・大竹正博厩舎）から禁止薬物の「カフェイン」が検出されたことを発表。これを受けJRAでは第1回裁定委員会を開催し、同馬を失格として2着以降の順位を繰り上げ、11月8日から16日まで出走停止としたほか、賞金・進上金もすべて没収。さらに競馬法第31条第2号に抵触する可能性があるとして所轄の警視庁府中署に届け出た。なお、規定により払戻金に変更はない。JRAで競走馬から禁止薬物が検出されたのは2014年12月以来6年ぶり[714][715]。
- 14日
  - 東京競馬第2競走で、江田照男（美浦）がJRA史上11人目（現役騎手9人目）となる通算1万7千回騎乗を達成[716]。
  - 阪神競馬第8競走（京都ジャンプステークス、J・GIII）で1番人気に支持されたオジュウチョウサン（石神深一騎乗）が3着に敗れ、自身の記録である障害重賞連勝が13でストップした[717]。その後同競走中に左前脚をねんざしていたことが判明した[718]。
- 15日 - 福島競馬第11競走（第56回福島記念、GIII）で池添謙一が騎手としてJRA史上6人目となる全10場重賞競走制覇を達成[719]。
- 17日 - 兵庫県競馬組合は、京都競馬場や東京競馬場で誘導馬を務めていたストラディヴァリオ（セン17歳）が園田競馬場へ移籍し、24日より誘導を開始すると発表。同馬の移籍により、園田競馬場の誘導馬は3頭体制となる[720]。
- 19日 - 本年の中山金杯及び2018年の小倉記念優勝馬のトリオンフなど多くの競走馬を所有していたKTレーシング（現・芝コーポレーション）が10月30日に東京地方裁判所へ破産を申請し、11月4日付で破産開始決定を受けていたことがこの日判明。負債総額は約18億8500万円[721]。所有していた競走馬はすでに他のオーナーに譲渡されている[722]。
- 20日 - ばんえい競馬は、所属調教師の山田勇作が11月23日のばんえい帯広競馬第5競走の出走をもって勇退することを発表[723]。
- 21日 - 阪神競馬第4競走で、福永祐一（栗東）がJRA史上9人目（現役騎手8人目）となる通算1万8千回騎乗を達成[724]。
- 23日 - 阪神競馬第12競走で3頭が3着同着となり、三連勝複式及び三連勝単式が3通り、複勝式が5通り、拡大二連勝複式（ワイド）が7通りの払戻金となる珍事。JRAで馬券の対象となる3頭3着同着は2012年10月20日の京都競馬第11競走（室町ステークス）以来8年ぶり3度目[725]。
- 26日 - ミスターメロディ[726]とサトノワルキューレ[727]（ともにJRA）が競走馬登録を抹消。今後は前者が種牡馬に、後者が繁殖入り。
- 27日 
  - ムーンクエイク（JRA）が競走馬登録を抹消。今後は高知競馬[728]へ移籍[注 5][729]。
  - 調教師の矢作芳人は、管理馬のモズアスコットが12月6日に中京競馬場で施行されるチャンピオンズカップ（GI）の出走をもって引退し種牡馬入りすることを表明[730]。12月11日付で競走馬登録を抹消された[731]。また2017年中日新聞杯優勝馬のメートルダール（JRA）が脚部不安を発症したため引退することを所有するキャロットファームが発表[732]。その後28日付で競走馬登録を抹消された。今後は乗馬に[733]。
- 30日 - 調教師の福島秀夫（川崎）がこの日付けで引退[734]。

### 12月
- 1日 - 優駿スタリオンステーションを運営する株式会社優駿は、アメリカで供用中の種牡馬タピザーを日本へ導入し、2021年シーズンより優駿スタリオンステーションにて種牡馬として供用すると発表[735]。しかし、同馬は12月15日に米国で馬房内での事故が原因で安楽死となった[736]。
- 2日 
  - スカーレットカラー（JRA）が競走馬登録を抹消。今後は繁殖入り[737]。
  - ホッカイドウ競馬は、所属調教師の山中静治が11月30日付けで引退したことを発表[738]。
  - ステイヤーズステークスに出走予定だったモンドインテロ（JRA）が脚部不安のため回避、あわせて引退することが決定。3日付で競走馬登録を抹消された。今後は乗馬に[739][740]。
- 3日 - 滋賀県甲賀市内の育成牧場2か所周辺に街宣車で複数回軍歌やお経を大音量で流し、競走馬の調教を一時的に妨害したとして、滋賀県警甲賀署などは威力業務妨害の疑いで同県内に住む50歳から80歳の政治団体メンバーの男3人を逮捕した[741]。
- 5日 - 中京競馬第12競走でディープインパクト産駒がサンデーサイレンス産駒に次ぐJRA通算2300勝目を史上最速で達成[742]。
- 6日 - アルバート（JRA）が競走馬登録を抹消。今後は種牡馬に[743]。
- 7日 - 名古屋競馬第6競走で宮下瞳が勝利し、日本の女性騎手として史上初となる年間100勝を達成[744]。→10月2日の出来事も参照
- 10日
  - ミュゼエイリアン[745]とエタリオウ[746]（ともにJRA）が競走馬登録を抹消。今後は前者が大井競馬へ移籍[注 10]、後者が乗馬に。なお、エタリオウは通算成績が17戦1勝ながら、獲得本賞金は1億9570万円であり、1986年以降にJRAでデビューした1勝馬では最高額となった[748]。
  - JRAの令和3年度新規調教師免許試験の合格者が発表され、現役騎手の蛯名正義、畑端省吾、西田雄一郎、村田一誠ら7名が合格した[749]。免許交付は1月1日付となるが、蛯名のみ本人希望により3月1日付となる[750]。またこれに伴い、畑端、西田、村田の3名は12月31日付で騎手引退となる[751]。
  - 2019年のJBCスプリントを優勝したブルドッグボス（浦和、元JRA）が、23日に行われるゴールドカップ の出走を最後に引退することを発表。2021年1月8日に浦和競馬場で引退式を行い[752]、同年1月15日付で競走馬登録を抹消された[753]。今後は種牡馬に[754]。
- 11日
  - ヴァルディゼール（JRA）が競走馬登録を抹消。今後は乗馬に[755]。同馬は座骨及び恥骨の2か所を骨折していたことが判明し、競走能力喪失と診断され、前日の10日に所属先のG1サラブレッドクラブが公式サイトで引退を発表していた[756]。
  - 2019年の川崎記念を優勝したミツバ（JRA）が競走馬登録を抹消。今後はJRA馬事公苑で乗馬に[757]。
- 12日 - オーヴァルエース（JRA）が引退し、イーストスタッドで種牡馬になることが決定。同馬はデビューから2019年のヒヤシンスステークス（L）まで3連勝したが、その後は出走することなく引退となった[758]。
- 13日
  - 阪神競馬第11競走（第72回阪神ジュベナイルフィリーズ、GI）でソダシ（吉田隼人騎乗）が1着となり、JRAで行われるGIで白毛馬の勝利は史上初となった[759]。同競走では熊本産馬のヨカヨカ（福永祐一騎乗）も出走し5着に入着。JRAにグレード制が導入された1984年以降で熊本産馬がJRAのGIに出走し、また九州産馬がGIで掲示板圏内に入着したのも初めての記録となった[760]。→8月15日・8月29日・9月5日の出来事も参照
  - 高知競馬第1競走で、大澤誠志郎（高知）が地方競馬通算5000回騎乗を達成[761]。
- 15日 
  - この日[762]と19日[763]・20日[764]・21日[765]の水沢競馬は降雪の影響により開催を中止。いずれも代替開催は行わない。
  - 調教師の松下武士（栗東）は、管理馬で今年のアイビスサマーダッシュを制したジョーカナチャンが13日に中山競馬場で行われたカペラステークスの出走（16着）を最後に引退し繁殖入りすることを表明[766]。12月17日付で競走馬登録を抹消した[767]。
- 16日 - 園田競馬第6競走で、吉村智洋（兵庫）が昨年自身が記録した園田・姫路競馬における年間最多勝記録を更新する335勝目を挙げた[768]。
- 17日
  - 2019年のNHKマイルカップと香港マイルを優勝するなど、国内外でGIを3勝したアドマイヤマーズ（JRA）が13日の香港マイル（3着）を最後に引退し、種牡馬入りすることを同馬を管理する調教師の友道康夫（栗東）が表明[769][770]。その後23日付で競走馬登録を抹消された[771]。
  - 2019年のスプリンターズステークスを優勝したタワーオブロンドン（JRA）が引退することを発表。12月24日付で競走馬登録を抹消された。今後は種牡馬に[772][773]。
- 19日
  - 2018年の牝馬3冠馬で、国内外で芝のGIを通算9勝したアーモンドアイ（JRA）が競走馬登録を抹消。同日の中山競馬場で引退式を行い、繁殖入りする[774][775]。25日には繋養先のノーザンファームに到着。同ファーム副代表吉田俊介や従業員が出迎えたほか、競馬マスコミやスポーツ紙に加え、一般紙や安平町の広報も取材に訪れた[776]。
  - 中山競馬第8競走に騎乗したクリストフ・ルメール（栗東）が1着となり、2年ぶり2度目となるJRA年間200勝を達成[777]。
- 22日
  - 高知県競馬組合は、当時58歳の職員（検体採取所係員）が今年6月27日夜、高知県南国市内で物損事故の現場検証中に酒気帯び運転が発覚し、8月20日に高知地方検察庁へ書類送検されたことを受け、この日付けで同職員を懲戒免職処分にしたことを発表[778]。
  - トルコジョッキークラブは、2010年の皐月賞と有馬記念を優勝したほか、2011年に日本調教馬として初めてドバイワールドカップを優勝した種牡馬のヴィクトワールピサがトルコへ輸出されることを発表[779]。なお、2016年のマイラーズカップを優勝したクルーガー（JRA）も同馬とともにトルコへ輸出され、種牡馬入りする[780]。クルーガーの引退は放牧先で屈腱炎を発症したためで、24日付で競走馬登録を抹消された[781][782]。
  - ラブカンプーとダイメイプリンセス（ともにJRA）が引退。前者は23日付で、後者も25日付で競走馬登録を抹消された[783][784]。今後はともに繁殖入り[785]。
- 23日 - ウインブライト[786]とサングラス[787]（ともにJRA）が競走馬登録を抹消。今後はともに種牡馬に。
- 24日 - スマートオーディン（JRA）が2021年1月5日に行われる京都金杯の出走を最後に引退し、種牡馬入りすることを管理調教師の池江泰寿（栗東）が表明[788]。その後同年1月7日付で競走馬登録を抹消された[789][790]。
- 25日 - 昨年と今年の京成杯オータムハンデキャップを連覇したトロワゼトワル（JRA）が競走馬登録を抹消。今後は繁殖入り[791]。
- 29日
  - 大井競馬第10競走（第66回東京大賞典、GI）でオメガパフューム（JRA栗東・安田翔伍厩舎、ミルコ・デムーロ騎乗）が1番人気に応え優勝、同競走史上初となる三連覇を達成[792]。また同競走の売上が地方競馬レコードを更新する60億7444万7400円を記録した[793]。
  - ゴールドドリーム[794]とゴールドクイーン[795]（ともにJRA）が引退。前者は2021年1月4日付で競走馬登録を抹消され、種牡馬入り。後者は同日付で競走馬登録を抹消[795][796]。
  - この日のばんえい帯広競馬は総発売金額が6億9728万3400円となり、従来の最高記録（1979年10月21日：6億1328万800円）を41年ぶりに更新。また、第11競走（第49回ばんえいダービー、BG1）の発売金額も1億7943万5600円となり、従来の最高記録（1992年12月23日、農林水産大臣賞典：1億3891万4700円）を更新した[797]。
- 30日 - 水沢競馬は降雪の影響により、第2競走以降を取りやめ。代替開催は行わない[798]。
- 31日 - 特別区競馬組合は、所属騎手の楢崎功祐が自主都合を理由に31日付で引退すると発表[799]。

## 競走成績

### 中央競馬・平地GI
| 競走名                                 | 競走名                                 | 競走名                                 | 優勝馬             | 性齢 | 騎手                                       | 調教師                                     | 所属               |
| 月日                                   | 競馬場                                 | コース・距離                           | 優勝馬             | 性齢 | 馬主                                       | 馬主                                       | タイム             |
| -------------------------------------- | -------------------------------------- | -------------------------------------- | ------------------ | ---- | ------------------------------------------ | ------------------------------------------ | ------------------ |
| 第37回フェブラリーステークス           | 第37回フェブラリーステークス           | 第37回フェブラリーステークス           | モズアスコット     | 牡6  | クリストフ・ルメール                       | 矢作芳人                                   | JRA栗東            |
| 2月23日                                | 東京競馬場                             | ダート1600m                            | モズアスコット     | 牡6  | （株）キャピタル・システム                 | （株）キャピタル・システム                 | 1:35.2             |
| 第50回高松宮記念                       | 第50回高松宮記念                       | 第50回高松宮記念                       | モズスーパーフレア | 牝5  | 松若風馬                                   | 音無秀孝                                   | JRA栗東            |
| 3月29日                                | 中京競馬場                             | 芝1200m                                | モズスーパーフレア | 牝5  | （株）キャピタル・システム                 | （株）キャピタル・システム                 | 1:08.7             |
| 第64回大阪杯                           | 第64回大阪杯                           | 第64回大阪杯                           | ラッキーライラック | 牝5  | ミルコ・デムーロ                           | 松永幹夫                                   | JRA栗東            |
| 4月5日                                 | 阪神競馬場                             | 芝2000m                                | ラッキーライラック | 牝5  | （有）サンデーレーシング                   | （有）サンデーレーシング                   | 1:58.4             |
| 第80回桜花賞                           | 第80回桜花賞                           | 第80回桜花賞                           | デアリングタクト   | 牝3  | 松山弘平                                   | 杉山晴紀                                   | JRA栗東            |
| 4月12日                                | 阪神競馬場                             | 芝1600m                                | デアリングタクト   | 牝3  | （株）ノルマンディーサラブレッドレーシング | （株）ノルマンディーサラブレッドレーシング | 1:36.1             |
| 第80回皐月賞                           | 第80回皐月賞                           | 第80回皐月賞                           | コントレイル       | 牡3  | 福永祐一                                   | 矢作芳人                                   | JRA栗東            |
| 4月19日                                | 中山競馬場                             | 芝2000m                                | コントレイル       | 牡3  | 前田晋二                                   | 前田晋二                                   | 2:00.7             |
| 第161回天皇賞・春                      | 第161回天皇賞・春                      | 第161回天皇賞・春                      | フィエールマン     | 牡5  | クリストフ・ルメール                       | 手塚貴久                                   | JRA美浦            |
| 5月3日                                 | 京都競馬場                             | 芝3200m                                | フィエールマン     | 牡5  | （有）サンデーレーシング                   | （有）サンデーレーシング                   | 3:16.5             |
| 第25回NHKマイルカップ                  | 第25回NHKマイルカップ                  | 第25回NHKマイルカップ                  | ラウダシオン       | 牡3  | ミルコ・デムーロ                           | 斉藤崇史                                   | JRA栗東            |
| 5月10日                                | 東京競馬場                             | 芝1600m                                | ラウダシオン       | 牡3  | （有）シルクレーシング                     | （有）シルクレーシング                     | 1:32.5             |
| 第15回ヴィクトリアマイル               | 第15回ヴィクトリアマイル               | 第15回ヴィクトリアマイル               | アーモンドアイ     | 牝5  | クリストフ・ルメール                       | 国枝栄                                     | JRA美浦            |
| 5月17日                                | 東京競馬場                             | 芝1600m                                | アーモンドアイ     | 牝5  | （有）シルクレーシング                     | （有）シルクレーシング                     | 1:30.6             |
| 第81回優駿牝馬（オークス）             | 第81回優駿牝馬（オークス）             | 第81回優駿牝馬（オークス）             | デアリングタクト   | 牝3  | 松山弘平                                   | 杉山晴紀                                   | JRA栗東            |
| 5月24日                                | 東京競馬場                             | 芝2400m                                | デアリングタクト   | 牝3  | （株）ノルマンディーサラブレッドレーシング | （株）ノルマンディーサラブレッドレーシング | 2:24.4             |
| 第87回東京優駿（日本ダービー）         | 第87回東京優駿（日本ダービー）         | 第87回東京優駿（日本ダービー）         | コントレイル       | 牡3  | 福永祐一                                   | 矢作芳人                                   | JRA栗東            |
| 5月31日                                | 東京競馬場                             | 芝2400m                                | コントレイル       | 牡3  | 前田晋二                                   | 前田晋二                                   | 2:24.1             |
| 第70回安田記念                         | 第70回安田記念                         | 第70回安田記念                         | グランアレグリア   | 牝4  | 池添謙一                                   | 藤沢和雄                                   | JRA美浦            |
| 6月7日                                 | 東京競馬場                             | 芝1600m                                | グランアレグリア   | 牝4  | （有）サンデーレーシング                   | （有）サンデーレーシング                   | 1:31.6             |
| 第61回宝塚記念                         | 第61回宝塚記念                         | 第61回宝塚記念                         | クロノジェネシス   | 牝4  | 北村友一                                   | 斉藤崇史                                   | JRA栗東            |
| 6月28日                                | 阪神競馬場                             | 芝2200m                                | クロノジェネシス   | 牝4  | （有）サンデーレーシング                   | （有）サンデーレーシング                   | 2:13.5             |
| 第54回スプリンターズステークス         | 第54回スプリンターズステークス         | 第54回スプリンターズステークス         | グランアレグリア   | 牝4  | クリストフ・ルメール                       | 藤沢和雄                                   | JRA美浦            |
| 10月4日                                | 中山競馬場                             | 芝1200m                                | グランアレグリア   | 牝4  | （有）サンデーレーシング                   | （有）サンデーレーシング                   | 1:08.3             |
| 第25回秋華賞                           | 第25回秋華賞                           | 第25回秋華賞                           | デアリングタクト   | 牝3  | 松山弘平                                   | 杉山晴紀                                   | JRA栗東            |
| 10月18日                               | 京都競馬場                             | 芝2000m                                | デアリングタクト   | 牝3  | （株）ノルマンディーサラブレッドレーシング | （株）ノルマンディーサラブレッドレーシング | 2:00.6             |
| 第81回菊花賞                           | 第81回菊花賞                           | 第81回菊花賞                           | コントレイル       | 牡3  | 福永祐一                                   | 矢作芳人                                   | JRA栗東            |
| 10月25日                               | 京都競馬場                             | 芝3000m                                | コントレイル       | 牡3  | 前田晋二                                   | 前田晋二                                   | 3:05.5             |
| 第162回天皇賞（秋）                    | 第162回天皇賞（秋）                    | 第162回天皇賞（秋）                    | アーモンドアイ     | 牝5  | クリストフ・ルメール                       | 国枝栄                                     | JRA美浦            |
| 11月1日                                | 東京競馬場                             | 芝2000m                                | アーモンドアイ     | 牝5  | （有）シルクレーシング                     | （有）シルクレーシング                     | 1:57.8             |
| 第45回エリザベス女王杯                 | 第45回エリザベス女王杯                 | 第45回エリザベス女王杯                 | ラッキーライラック | 牝5  | クリストフ・ルメール                       | 松永幹夫                                   | JRA栗東            |
| 11月15日                               | 阪神競馬場                             | 芝2200m                                | ラッキーライラック | 牝5  | （有）サンデーレーシング                   | （有）サンデーレーシング                   | 2:10.3             |
| 第37回マイルチャンピオンシップ         | 第37回マイルチャンピオンシップ         | 第37回マイルチャンピオンシップ         | グランアレグリア   | 牝4  | クリストフ・ルメール                       | 藤沢和雄                                   | JRA美浦            |
| 11月22日                               | 阪神競馬場                             | 芝1600m                                | グランアレグリア   | 牝4  | （有）サンデーレーシング                   | （有）サンデーレーシング                   | 1:32.0             |
| 第40回ジャパンカップ                   | 第40回ジャパンカップ                   | 第40回ジャパンカップ                   | アーモンドアイ     | 牝5  | クリストフ・ルメール                       | 国枝栄                                     | JRA美浦            |
| 11月29日                               | 東京競馬場                             | 芝2400m                                | アーモンドアイ     | 牝5  | （有）シルクレーシング                     | （有）シルクレーシング                     | 2:23.0             |
| 第21回チャンピオンズカップ             | 第21回チャンピオンズカップ             | 第21回チャンピオンズカップ             | チュウワウィザード | 牡5  | 戸崎圭太                                   | 大久保龍志                                 | JRA栗東            |
| 12月6日                                | 中京競馬場                             | ダート1800m                            | チュウワウィザード | 牡5  | 中西忍                                     | 中西忍                                     | 1:49.3             |
| 第72回阪神ジュベナイルフィリーズ       | 第72回阪神ジュベナイルフィリーズ       | 第72回阪神ジュベナイルフィリーズ       | ソダシ             | 牝2  | 吉田隼人                                   | 須貝尚介                                   | JRA栗東            |
| 12月13日                               | 阪神競馬場                             | 芝1600m                                | ソダシ             | 牝2  | 金子真人ホールディングス（株）             | 金子真人ホールディングス（株）             | 1:33.1             |
| 第72回朝日杯フューチュリティステークス | 第72回朝日杯フューチュリティステークス | 第72回朝日杯フューチュリティステークス | グレナディアガーズ | 牡2  | 川田将雅                                   | 中内田充正                                 | JRA栗東            |
| 12月20日                               | 阪神競馬場                             | 芝1600m                                | グレナディアガーズ | 牡2  | （有）サンデーレーシング                   | （有）サンデーレーシング                   | 1:32.3（レコード） |
| 第37回ホープフルステークス             | 第37回ホープフルステークス             | 第37回ホープフルステークス             | ダノンザキッド     | 牡2  | 川田将雅                                   | 安田隆行                                   | JRA栗東            |
| 12月26日                               | 中山競馬場                             | 芝2000m                                | ダノンザキッド     | 牡2  | （株）ダノックス                           | （株）ダノックス                           | 2:02.8             |
| 第65回有馬記念                         | 第65回有馬記念                         | 第65回有馬記念                         | クロノジェネシス   | 牝4  | 北村友一                                   | 斉藤崇史                                   | JRA栗東            |
| 12月27日                               | 中山競馬場                             | 芝2500m                                | クロノジェネシス   | 牝4  | （有）サンデーレーシング                   | （有）サンデーレーシング                   | 2:35.0             |

### 中央競馬・障害（J・GI）
| 競走名                     | 競走名                     | 競走名                     | 優勝馬             | 性齢 | 騎手             | 調教師           | 所属    |
| 月日                       | 競馬場                     | コース・距離               | 優勝馬             | 性齢 | 馬主             | 馬主             | タイム  |
| -------------------------- | -------------------------- | -------------------------- | ------------------ | ---- | ---------------- | ---------------- | ------- |
| 第22回中山グランドジャンプ | 第22回中山グランドジャンプ | 第22回中山グランドジャンプ | オジュウチョウサン | 牡9  | 石神深一         | 和田正一郎       | JRA美浦 |
| 4月18日                    | 中山競馬場                 | 障害芝4250m                | オジュウチョウサン | 牡9  | （株）チョウサン | （株）チョウサン | 5:02.9  |
| 第143回中山大障害          | 第143回中山大障害          | 第143回中山大障害          | メイショウダッサイ | 牡7  | 森一馬           | 飯田祐史         | JRA栗東 |
| 12月26日                   | 中山競馬場                 | 障害芝4100m                | メイショウダッサイ | 牡7  | 松本好雄         | 松本好雄         | 4:40.7  |

### 地方競馬・ダートグレード競走（GI・JpnI）
| 競走名                               | 競走名                               | 競走名                               | 優勝馬             | 性齢 | 騎手                     | 調教師                   | 所属                   |
| 月日                                 | 競馬場                               | 距離                                 | 優勝馬             | 性齢 | 馬主                     | 馬主                     | タイム                 |
| ------------------------------------ | ------------------------------------ | ------------------------------------ | ------------------ | ---- | ------------------------ | ------------------------ | ---------------------- |
| 第69回川崎記念                       | 第69回川崎記念                       | 第69回川崎記念                       | チュウワウィザード | 牡5  | 川田将雅                 | 大久保龍志               | JRA栗東                |
| 1月29日                              | 川崎競馬場                           | 2100m                                | チュウワウィザード | 牡5  | 中西忍                   | 中西忍                   | 2:14.1                 |
| 第32回かしわ記念                     | 第32回かしわ記念                     | 第32回かしわ記念                     | ワイドファラオ     | 牡4  | 福永祐一                 | 角居勝彦                 | JRA栗東                |
| 5月5日                               | 船橋競馬場                           | 1600m                                | ワイドファラオ     | 牡4  | 幅田昌伸                 | 幅田昌伸                 | 1:38.6                 |
| 第43回帝王賞                         | 第43回帝王賞                         | 第43回帝王賞                         | クリソベリル       | 牡4  | 川田将雅                 | 音無秀孝                 | JRA栗東                |
| 6月24日                              | 大井競馬場                           | 2000m                                | クリソベリル       | 牡4  | （有）キャロットファーム | （有）キャロットファーム | 2:05.3                 |
| 第22回ジャパンダートダービー         | 第22回ジャパンダートダービー         | 第22回ジャパンダートダービー         | ダノンファラオ     | 牡3  | 坂井瑠星                 | 矢作芳人                 | JRA栗東                |
| 7月8日                               | 大井競馬場                           | 2000m                                | ダノンファラオ     | 牡3  | （株）ダノックス         | （株）ダノックス         | 2:05.9                 |
| 第33回マイルチャンピオンシップ南部杯 | 第33回マイルチャンピオンシップ南部杯 | 第33回マイルチャンピオンシップ南部杯 | アルクトス         | 牡5  | 田辺裕信                 | 栗田徹                   | JRA美浦                |
| 10月12日                             | 盛岡競馬場                           | 1600m                                | アルクトス         | 牡5  | 山口功一郎               | 山口功一郎               | 1:32.7（日本レコード） |
| 第10回JBCレディスクラシック          | 第10回JBCレディスクラシック          | 第10回JBCレディスクラシック          | ファッショニスタ   | 牝6  | 北村友一                 | 安田隆行                 | JRA栗東                |
| 11月3日                              | 大井競馬場                           | 1800m                                | ファッショニスタ   | 牝6  | ゴドルフィン             | ゴドルフィン             | 1:51.1                 |
| 第20回JBCスプリント                  | 第20回JBCスプリント                  | 第20回JBCスプリント                  | サブノジュニア     | 牡6  | 矢野貴之                 | 堀千亜樹                 | 大井                   |
| 11月3日                              | 大井競馬場                           | 1200m                                | サブノジュニア     | 牡6  | 中川三郎                 | 中川三郎                 | 1:10.7                 |
| 第20回JBCクラシック                  | 第20回JBCクラシック                  | 第20回JBCクラシック                  | クリソベリル       | 牡4  | 川田将雅                 | 音無秀孝                 | JRA栗東                |
| 11月3日                              | 大井競馬場                           | 2000m                                | クリソベリル       | 牡4  | （有）キャロットファーム | （有）キャロットファーム | 2:02.5                 |
| 第71回全日本2歳優駿                  | 第71回全日本2歳優駿                  | 第71回全日本2歳優駿                  | アランバローズ     | 牡2  | 左海誠二                 | 林正人                   | 船橋                   |
| 12月16日                             | 川崎競馬場                           | 1600m                                | アランバローズ     | 牡2  | 猪熊広次                 | 猪熊広次                 | 1:40.7                 |
| 第66回東京大賞典                     | 第66回東京大賞典                     | 第66回東京大賞典                     | オメガパフューム   | 牡5  | ミルコ・デムーロ         | 安田翔伍                 | JRA栗東                |
| 12月29日                             | 大井競馬場                           | 2000m                                | オメガパフューム   | 牡5  | 原禮子                   | 原禮子                   | 2:06.9                 |

### ばんえい競馬（BG1）
| 競走名                 | 競走名                 | 競走名                 | 優勝馬             | 性齢 | 騎手     | 調教師   | タイム ばんえい重量 |
| 月日                   | 競馬場                 | 距離                   | 優勝馬             | 性齢 | 馬主     | 馬主     | タイム ばんえい重量 |
| ---------------------- | ---------------------- | ---------------------- | ------------------ | ---- | -------- | -------- | ------------------- |
| 第42回帯広記念         | 第42回帯広記念         | 第42回帯広記念         | コウシュハウンカイ | 牡10 | 藤本匠   | 松井浩文 | 2:44.8 920kg        |
| 1月2日                 | 帯広競馬場             | 200m                   | コウシュハウンカイ | 牡10 | 秋田忍   | 秋田忍   | 2:44.8 920kg        |
| 第13回天馬賞           | 第13回天馬賞           | 第13回天馬賞           | コウシュハレガシー | 牡5  | 藤野俊一 | 平田義弘 | 2:08.9 760kg        |
| 1月3日                 | 帯広競馬場             | 200m                   | コウシュハレガシー | 牡5  | 広瀬豪   | 広瀬豪   | 2:08.9 760kg        |
| 第30回ヒロインズカップ | 第30回ヒロインズカップ | 第30回ヒロインズカップ | アフロディーテ     | 牝5  | 西謙一   | 西弘美   | 2:13.3 760kg        |
| 2月9日                 | 帯広競馬場             | 200m                   | アフロディーテ     | 牝5  | 小向勝司 | 小向勝司 | 2:13.3 760kg        |
| 第51回イレネー記念     | 第51回イレネー記念     | 第51回イレネー記念     | コマサンダイヤ     | 牡3  | 藤野俊一 | 金田勇   | 2:01.5 690kg        |
| 3月7日                 | 帯広競馬場             | 200m                   | コマサンダイヤ     | 牡3  | 駒井鉄雄 | 駒井鉄雄 | 2:01.5 690kg        |
| 第52回ばんえい記念     | 第52回ばんえい記念     | 第52回ばんえい記念     | オレノココロ       | 牡10 | 鈴木恵介 | 槻舘重人 | 4:16.0 1000kg       |
| 3月21日                | 帯広競馬場             | 200m                   | オレノココロ       | 牡10 | 大森勝廣 | 大森勝廣 | 4:16.0 1000kg       |
| 第45回ばんえいオークス | 第45回ばんえいオークス | 第45回ばんえいオークス | アバシリルビー     | 牝3  | 西将太   | 金田勇   | 1:50.2 670kg        |
| 12月6日                | 帯広競馬場             | 200m                   | アバシリルビー     | 牝3  | 佐藤久夫 | 佐藤久夫 | 1:50.2 670kg        |
| 第49回ばんえいダービー | 第49回ばんえいダービー | 第49回ばんえいダービー | キョウエイリュウ   | 牡3  | 松田道明 | 村上慎一 | 2:01.9 730kg        |
| 12月29日               | 帯広競馬場             | 200m                   | キョウエイリュウ   | 牡3  | 大野昇   | 大野昇   | 2:01.9 730kg        |

### 騎手招待・交流競走
- 第34回全日本新人王争覇戦（1月21日、高知競馬場） 総合優勝：岩田望来（JRA栗東）[844]
- 第18回佐々木竹見カップ ジョッキーズグランプリ（1月28日、川崎競馬場） 総合優勝：山本聡哉（岩手）[845]
- レディスヴィクトリーラウンド（LVR）2020（2月4日・高知競馬場、2月22日・佐賀競馬場、3月12日・名古屋競馬場） 総合優勝：岩永千明（佐賀）[846]
- 2020地方競馬ジョッキーズチャンピオンシップ（10月19日、盛岡競馬場） 総合優勝：村上忍（岩手）[847]
- 2020ヤングジョッキーズシリーズ（ファイナルラウンド：12月24日・園田競馬場／12月26日・阪神競馬場） 総合優勝：吉井章（大井）[848][849]

## 表彰

### 2020年度JRA顕彰馬
2020年6月9日発表。
- 顕彰馬：キタサンブラック

### スポーツ功労者顕彰
2020年7月21日発表。
- 中村均（元JRA調教師）
- 武豊（JRA騎手）

### 令和2年秋の褒章
2020年11月2日発表。
- 黄綬褒章：的場文男（騎手、東京都騎手会所属）

### 令和2年秋の叙勲
2020年11月3日付発表。
- 旭日小綬章：岡部幸雄（元JRA騎手、元日本騎手クラブ会長）、中村均（元JRA調教師、元日本調教師会会長）

### 朝日スポーツ賞
2020年12月11日付発表。
- アーモンドアイ（JRA競走馬。芝GIを通算9勝の新記録）
- 国枝栄（JRA調教師。アーモンドアイを管理）

### 2020年度JRA厩舎関係者表彰
2021年1月4日発表。
- 優秀騎手賞（第1位）：クリストフ・ルメール
- 優秀障害騎手賞（第1位）：森一馬
- 優秀厩舎賞（第1位）：（関東）堀宣行、（関西）矢作芳人

### 2020年度JRA賞
調教師・騎手部門は2021年1月4日、競走馬部門及び馬事文化賞は2021年1月6日発表。
- 競走馬部門
  - 年度代表馬・最優秀4歳以上牝馬：アーモンドアイ（牝6歳、美浦：国枝栄厩舎）
  - 最優秀2歳牡馬：ダノンザキッド（栗東：安田隆行厩舎）
  - 最優秀2歳牝馬：ソダシ（栗東：須貝尚介厩舎）
  - 最優秀3歳牡馬：コントレイル（栗東：矢作芳人厩舎） ※満票選出[860]
  - 最優秀3歳牝馬：デアリングタクト（栗東：杉山晴紀厩舎）
  - 最優秀4歳以上牡馬：フィエールマン（牡6歳、美浦：手塚貴久厩舎）
  - 最優秀短距離馬：グランアレグリア（牝5歳、美浦：藤沢和雄厩舎）
  - 最優秀ダートホース：チュウワウィザード（牡6歳、栗東：大久保龍志厩舎）
  - 最優秀障害馬：メイショウダッサイ（牡8歳、栗東：飯田祐史厩舎）
  - 特別賞：クロノジェネシス（牝5歳、栗東：斉藤崇史厩舎） ※史上11頭目の春秋グランプリ制覇を達成したことによる[861]。
- 調教師部門
  - 最多勝利・最多賞金獲得・優秀技術調教師：矢作芳人（栗東）
  - 最高勝率調教師：友道康夫（栗東）
  - 特別賞：藤沢和雄（美浦） ※JRA史上2人目の通算1500勝を達成したことによる[862]。
- 騎手部門
  - 最多勝利・最多賞金獲得騎手・MVJ：クリストフ・ルメール（栗東）
  - 最高勝率騎手：川田将雅（栗東）
  - 最優秀障害騎手[注 14]：森一馬（栗東）

※最多勝利新人騎手、特別模範騎手賞及びベストフェアプレー賞は該当者なし。
- JRA賞馬事文化賞
  - 受賞作：人と共に生きる 日本の馬（里文出版）
  - 受賞者：高草操（フリーカメラマン）

### NARグランプリ2020
2021年1月13日発表。
- 表彰馬
  - 年度代表馬・4歳以上最優秀牡馬・最優秀短距離馬：サブノジュニア（牡6歳、大井：堀千亜樹厩舎）
  - 2歳最優秀牡馬：アランバローズ（船橋：林正人厩舎）
  - 2歳最優秀牝馬：ソロユニット（北海道：角川秀樹厩舎）
  - 3歳最優秀牡馬：エメリミット（船橋：林正人厩舎）
  - 3歳最優秀牝馬：アクアリーブル（船橋：米谷康秀厩舎）
  - 4歳以上最優秀牝馬：サルサディオーネ（牡6歳、大井：堀千亜樹厩舎）
  - ばんえい最優秀馬：オレノココロ（牡10歳、槻舘重人厩舎）
  - ダートグレード競走特別賞：クリソベリル（牡4歳、JRA栗東：音無秀孝厩舎）

※最優秀ターフ馬及び特別表彰馬は該当馬なし。
- 表彰者
  - 最優秀勝利回数調教師賞：角田輝也（愛知）
  - 最優秀賞金収得調教師賞：小久保智（浦和）
  - 最優秀勝率調教師賞：川西毅（愛知）
  - 殊勲調教師賞：堀千亜樹（大井）
  - 最優秀勝利回数騎手賞・最優秀賞金収得騎手賞：森泰斗（船橋）
  - 最優秀勝率騎手賞：赤岡修次（高知）
  - 殊勲騎手賞：矢野貴之（大井）
  - 優秀新人騎手賞：小野楓馬（北海道）
  - 優秀女性騎手賞：宮下瞳（愛知）
  - ベストフェアプレイ賞：高松亮（岩手）
  - 特別賞：森泰斗（船橋）、的場文男（大井）、宮下瞳（愛知）、下原理（兵庫）

## 新規免許取得者
騎手・調教師のみ記載。ただし地方競馬及び日本国外からJRAへ移籍した者、引退・失効・免許返上後に再取得した者は除く。
地方競馬は年度単位（4月 - 翌年3月）となっているが、免許日を基準に記載する。
記載は氏名（所属地、免許日）の順。

### 騎手
- 秋山稔樹（JRA美浦、3月1日）[865]
- 小林脩斗（JRA美浦、3月1日）[865]
- 原優介（JRA美浦、3月1日）[865]
- 泉谷楓真（JRA栗東、3月1日）[865]
- 北島希望（浦和、4月1日）[522]
- 篠谷葵（船橋、4月1日）[522]
- 田中洸多（大井、4月1日）[522]
- 池谷匠翔（川崎、4月1日）[522]
- 古岡勇樹（川崎、4月1日）[522]
- 魚住謙心（金沢、4月1日）[522]
- 深澤杏花（笠松、4月1日）[522]
- 細川智史（愛知、4月1日）[522]
- 七夕裕次郎（浦和、10月1日）[866]
- 長江慶悟（笠松、10月1日）[866]
- 井上瑛太（高知、10月1日）[866]
- 飛田愛斗（佐賀、10月1日）[866]
- 金田利貴（ばんえい、12月1日）[867][868]

### 調教師
- 伊坂重信（JRA美浦、1月1日）[869]
- 鈴木慎太郎（JRA美浦、1月1日）[869]
- 辻哲英（JRA美浦、1月1日）[869]
- 杉山佳明（JRA栗東、1月1日）[870]
- 田中克典（JRA栗東、1月1日）[870]
- 茶木太樹（JRA栗東、1月1日）[870]
- 辻野泰之（JRA栗東、1月1日）[870]
- 四位洋文（JRA栗東、3月1日）[注 16][870]
- 甲田悟史（川崎、4月1日）[522]
- 東川公則（笠松、4月1日）[522]
- 宇都英樹（愛知、4月1日）[522]
- 榎屋充（愛知、4月1日）[522]
- 永田幸宏（岩手、12月1日）[867][868]
- 古澤悟（川崎、12月1日）[867][868]

## 通算勝利数の記録
地方競馬は「地方通算」のものと「中央・地方通算」（主にホッカイドウ競馬で使用）があるが、それぞれ出典に拠った。
同一人物が複数の記録を達成した場合は原則として最後に記録したものを記載するが、地方競馬から中央競馬へ移籍した騎手、また中央所属で平地競走と障害競走でそれぞれ記載可能な記録、さらに地方競馬及び日本国外所属で中央競馬もしくは地方競馬初勝利等が発生した場合はこの限りでない。
記載は、氏名（達成地、達成日）の順。

### 騎手
| 初勝利 ミカエル・ミシェル（川崎、1月29日） ※地方競馬初勝利 泉谷楓真（JRA阪神、3月1日） ※初騎乗で達成 ライル・ヒューイットソン（JRA中山、3月7日） ※来日初勝利かつJRA初勝利 秋山稔樹（JRA中山、3月15日） 林康文（ばんえい帯広、3月15日） 小林脩斗（JRA中山、3月21日） 原優介（JRA中山、4月5日） 魚住謙心（金沢、4月7日） 深澤杏花（笠松、4月15日） 北島希望（浦和、4月20日） 篠谷葵（浦和、4月21日） 細川智史（名古屋、5月6日） 古岡勇樹（川崎、6月12日） 池谷匠翔（佐賀、6月13日） 田中洸多（盛岡、9月22日） 井上瑛太（高知、10月4日） 飛田愛斗（佐賀、10月18日） 七夕裕次郎（浦和、10月19日） ※初騎乗で達成 金田利貴（ばんえい帯広、12月13日） 吉井章（JRA阪神、12月26日） ※大井所属。JRA初勝利 100勝 藤田凌（大井、2月27日） 藤田菜七子（JRA福島、4月25日） ※JRA通算。JRA所属女性騎手では史上初 出水拓人（佐賀、4月25日） 長谷部駿弥（園田、6月24日） 千田洋（大井、7月9日） 西村淳也（JRA阪神、7月11日） 石堂響（園田、7月16日） 見越彬央（川崎、8月27日） 小野楓馬（門別、9月17日） 福原杏（大井、9月20日） ※南関東所属騎手では史上最速で達成 櫻井光輔（川崎、10月12日） 岩田望来（JRA中京、12月5日） 吉井章（大井、12月11日） ※地方競馬通算 200勝 庄司大輔（船橋、1月7日） 西啓太（大井、4月28日） 国分優作（JRA新潟、8月1日） 藤本現暉（川崎、9月14日） 鮫島克駿（JRA中京、9月27日） 落合玄太（門別、10月21日） 宮平鷹志（門別、11月3日） 300勝 田野豊三（園田、1月9日） 丹内祐次（JRA新潟、5月17日） 渡邊竜也（笠松、9月24日） 水野翔（笠松、10月22日） 鮫島良太（JRA阪神、11月21日） 中田貴士（園田、12月8日） 400勝 丸田恭介（JRA中山、3月20日） 大柿一真（園田、4月9日） 木之前葵（笠松、4月30日） 張田昂（浦和、6月29日） 笹田知宏（園田、7月10日） 加藤誓二（門別、7月23日） 岩永千明（佐賀、12月18日） 500勝 古川吉洋（JRA阪神、3月15日） 廣瀬航（園田、5月4日） 木村暁（盛岡、7月28日） 中島龍也（金沢、9月1日） 600勝 野澤憲彦（船橋、3月14日） 阿部龍（門別、7月28日） 杉浦健太（園田、9月4日） 藤岡康太（JRA中京、10月4日） 石川倭（佐賀、11月15日） 700勝 山田祥雄（名古屋、2月13日） 石川慎将（佐賀、6月6日） 竹吉徹（佐賀、6月13日） 松井伸也（門別、7月1日） 松山弘平（JRA阪神、7月12日） 石橋脩（JRA福島、7月19日） 800勝 藤岡佑介（JRA小倉、2月8日） 三浦皇成（JRA中山、4月11日） 本田正重（浦和、12月21日） 900勝 大塚研司（笠松、2月17日） 田辺裕信（JRA中山、3月21日） 本橋孝太（大井、4月9日） 吉田隼人（JRA新潟、5月24日） 青柳正義（金沢、5月26日） 岩橋勇二（門別、8月6日） 宮下瞳（名古屋、10月14日） 小牧太（JRA京都、10月17日） | 1000勝 秋山真一郎（JRA福島、4月25日） 畑中信司（金沢、6月21日） 加藤和博（浦和、6月29日） 町田直希（川崎、8月27日） 笹川翼（大井、11月19日） ※大井競馬所属騎手では最速で達成 1100勝 高木健（笠松、6月3日） 吉田晃浩（金沢、6月16日） 今井貴大（名古屋、8月5日） 池田敏樹（笠松、8月28日） 戸崎圭太（JRA中山、12月12日） 1200勝 藤田弘治（金沢、3月15日） 楢崎功祐（川崎、4月16日） 池添謙一（JRA京都、5月24日） 筒井勇介（名古屋、7月9日） 桑村真明（門別、8月4日） 1300勝 和田竜二（JRA福島、4月26日） 山本政聡（水沢、4月27日） クリストフ・ルメール（JRA東京、11月14日） ※JRA史上最少騎乗回数で達成 1400勝 高松亮（盛岡、11月23日） 1500勝 阿部武臣（ばんえい帯広、3月1日） 西謙一（ばんえい帯広、7月13日） 川田将雅（JRA小倉、9月6日） 山崎誠士（川崎、11月13日） 1600勝 米倉知（金沢、4月29日） 1700勝 矢野貴之（大井、11月20日） 1800勝 服部茂史（門別、5月21日） 阿部英俊（盛岡、7月13日） 1900勝 大畑雅章（名古屋、10月29日） 山本聡哉（盛岡、11月9日） 2000勝 永森大智（高知、10月11日） 2200勝 真島大輔（大井、2月25日） 2300勝 福永祐一（JRA東京、5月3日） 五十嵐冬樹（門別、7月9日） 吉村智洋（園田、12月29日） 2400勝 御神本訓史（大井、9月7日） 2500勝 真島正徳（佐賀、4月12日） 吉原寛人（金沢、12月14日） 2600勝 丸野勝虎（名古屋、5月26日） 2800勝 横山典弘（JRA東京、6月20日） 2900勝 戸部尚実（名古屋、11月11日） 3000勝 森泰斗（川崎、7月14日） 下原理（園田、10月28日） 3400勝 村上忍（盛岡、8月2日） 4000勝 岡部誠（名古屋、10月14日） 赤岡修次（高知、11月23日） 4100勝 田中学（園田、6月11日） 4200勝 武豊（JRA札幌、8月9日） 4800勝 山口勲（佐賀、12月6日） 5000勝 鮫島克也（佐賀、12月26日） 5500勝 川原正一（園田、4月22日） 7300勝 的場文男（大井、5月21日） |

### 調教師
| 初勝利 吉岡辰弥（JRA中京、3月15日） ※初出走で達成 新谷功一（JRA中京、3月28日） 宮田敬介（JRA中山、4月5日） 森山雄大（門別、5月6日） 宇都英樹（名古屋、5月29日） 東川公則（笠松、6月5日） 榎屋充（名古屋、6月10日） 小手川準（JRA函館、7月12日） 甲田悟史（川崎、10月12日） 伊坂重信（JRA中山、12月26日） 100勝 松下武士（JRA京都、1月5日） 中道啓二（大井、1月23日） 堀江仁（大井、2月25日） 奥村武（JRA中京、2月29日） 川島豊（川崎、3月2日） 武井和実（船橋、4月3日） 佐藤博紀（川崎、4月17日） 奥村豊（JRA京都、4月26日） 石栗龍彦（JRA福島、5月3日） 後藤佑耶（笠松、6月3日） 橘友和（水沢、6月16日） 中舘英二（JRA福島、7月11日） 小野望（門別、7月24日） 平田正一（川崎、8月10日） 杉山晴紀（JRA小倉、9月6日） 平山宏秀（佐賀、9月12日） 尾形和幸（JRA中山、9月20日） 寺島良（JRA中京、9月26日） 飯田祐史（JRA京都、10月10日） 黒岩陽一（JRA東京、10月25日） 須田和伸（大井、11月2日） 斉藤崇史（JRA阪神、11月8日） 200勝 角田晃一（JRA小倉、1月25日） 栗本陽一（笠松、2月19日） 宇野木博徳（浦和、2月21日） 水野貴広（JRA中山、3月15日） 安部幸夫（名古屋、4月8日） 荒井朋弘（大井、4月28日） 張田京（川崎、5月14日） 高橋義忠（JRA東京、6月13日） 羽月友彦（JRA札幌、7月25日） 関本浩司（盛岡、8月2日） 酒井一則（浦和、8月14日） 玉井昇（船橋、9月28日） 福永敏（浦和、10月20日） 中川公成（JRA新潟、10月25日） 川島洋人（門別、10月29日） 小澤宏次（浦和、11月24日） 300勝 本田優（JRA小倉、2月22日） 中尾秀正（JRA阪神、3月22日） 井樋一也（金沢、4月28日） 安達昭夫（JRA小倉、8月16日） 秋吉和美（大井、8月16日） 的場直之（大井、10月5日） 上杉昌宏（大井、10月5日） 蛯名雄太（大井、10月9日） 鈴木啓之（大井、11月3日） 澤佳宏（大井、11月16日） 400勝 加藤和義（金沢、3月15日） 櫻井今朝利（名古屋、6月12日） 池添兼雄（JRA札幌、8月29日） 植松則幸（名古屋、10月16日） 倉地学（名古屋、10月30日） 須貝尚介（JRA中京、12月20日） 500勝 藤田輝信（大井、2月27日） 加藤和宏（金沢、12月17日） | 600勝 堀宣行（JRA中山、1月19日） 岩本洋（大井、2月6日） 辻野豊（大井、4月8日） 井手上慎一（名古屋、5月14日） 宗像義忠（JRA東京、5月17日） 高橋祥泰（JRA阪神、6月21日） 中川雅之（金沢、10月25日） 川島正一（船橋、12月3日） 700勝 今津博之（名古屋、2月14日） 森秀行（JRA京都、5月2日） 池江泰寿（JRA阪神、7月11日） 新井清重（船橋、8月4日） 田口輝彦（笠松、10月5日） 八木仁（川崎、10月16日） 800勝 森山英雄（笠松、4月3日） 林正人（船橋、9月30日） 900勝 坂口義幸（名古屋、2月14日） 鈴木正也（金沢、3月17日） 国枝栄（JRA中山、3月21日） 林和弘（門別、5月26日） 笹野博司（笠松、10月22日） 藤ヶ崎一人（名古屋、11月12日） 高橋道雄（金沢、11月15日） 1000勝 坂本東一（ばんえい帯広、1月4日） ※ばんえい競馬史上最速 手島勝利（佐賀、8月10日） 小林勝二（ばんえい帯広、9月27日） 西弘美（ばんえい帯広、10月19日） 高月賢一（川崎、11月13日） 加藤幸保（笠松、11月18日） 1100勝 岡林光浩（船橋、5月5日） 井上孝彦（笠松、12月3日） 土井道隆（佐賀、12月12日） 古賀光範（佐賀、12月26日） 1200勝 菅原欣也（金沢、7月5日） 川田孝好（佐賀、8月12日） 1300勝 田中淳司（門別、10月29日） 1400勝 法理勝弘（笠松、1月21日） 小久保智（浦和、5月29日） 角川秀樹（門別、7月28日） 東眞市（佐賀、11月14日） 1500勝 藤沢和雄（JRA函館、6月13日） 1600勝 佐藤茂（金沢、3月31日） 1700勝 川西毅（名古屋、6月4日） 1900勝 九日俊光（佐賀、10月3日） 2000勝 田中範雄（園田、3月18日） 伊藤強一（笠松、12月1日） 2100勝 真島元徳（佐賀、12月6日） 2300勝 金田一昌（金沢、6月23日） 川嶋弘吉（笠松、11月19日） 2500勝 服部義幸（ばんえい帯広、12月19日） ※ばんえい競馬史上初 藤ケ崎一男（名古屋、12月23日） 3500勝 雑賀正光（高知、1月29日） 3600勝 角田輝也（名古屋、10月30日） |

## 誕生
この年に生まれた競走馬は2023年のクラシック世代となる。

### 競走馬
- 1月18日 - ハーパー[1120]
- 1月23日 - フェブランシェ[1121]
- 1月24日 - シンリョクカ[1122]
- 1月25日 - ブトンドール[1123]
- 1月27日 - シングザットソング[1124]
- 1月29日 - ドゥラエレーデ[1125]
- 1月30日 - ノッキングポイント[1126]
- 1月31日 - オマツリオトコ[1127]
- 2月1日 - セラフィックコール[1128]
- 2月7日 - シランケド[1129]
- 2月8日 - ドゥーラ[1130]
- 2月11日 - ドルチェモア[1131]
- 2月2日 - リバティアイランド[1132]
- 2月4日 - ライトクオンタム[1133]
- 2月13日 - ペリエール[1134]
- 2月14日 - ラヴェル[1135]
- 2月15日 - コレペティトール[1136]
- 2月18日 - モズメイメイ[1137]
- 2月20日 - ガストリック[1138]
- 2月22日 - ファントムシーフ[1139]
- 2月23日 - シーズンリッチ[1140]
- 2月26日 - オオバンブルマイ[1141]
- 2月28日 - マルカラピッド[1142]
- 3月1日 - パライバトルマリン[1143]
- 3月2日 - グリューネグリーン[1144]、モリアーナ[1145]
- 3月3日 - シャンパンカラー[1146]
- 3月4日 - ロンドンプラン[1147]
- 3月7日 - ルガル[1148]
- 3月8日 - レーベンスティール[1149]
- 3月9日 - トップナイフ[1150]
- 3月10日 - ビッグシーザー[1151]
- 3月13日 - マイネルエンペラー[1152]
- 3月14日 - リバーラ[1153]
- 3月16日 - ブライアンセンス[1154]
- 3月18日 - エルトンバローズ[1155]、フェアエールング[1156]
- 3月20日 - マンダリンヒーロー[1157]
- 3月21日 - コルドゥアン[1158]
- 3月22日 - タスティエーラ[1159]、エミュー[1160]
- 3月23日 - カンチェンジュンガ[1161]
- 3月25日 - スキルヴィング[1162]
- 3月29日 - ライオットガール[1163]
- 3月30日 - ソーダズリング[1164]
- 3月31日 - コスモフリーゲン[1165]
- 4月1日 - イングランドアイズ[1166]
- 4月2日 - オーサムリザルト[1167]
- 4月3日 - サトノグランツ[1168]、ミッキーゴージャス[1169]、コスタノヴァ[1170]
- 4月4日 - ゴライコウ[1171]、ソールオリエンス[1172]、アウトレンジ[1173]
- 4月5日 - ミックファイア[1174]
- 4月7日 - オールパルフェ[1175]、フリームファクシ[1176]、ベラジオオペラ[1177]
- 4月11日 - ブレイディヴェーグ[1178]
- 4月15日 - スマイルスルー[1179]
- 4月20日 - タマモブラックタイ[1180]
- 4月21日 - エエヤン[1181]
- 4月23日 - スマイルミーシャ[1182]
- 4月24日 - ミトノオー[1183]、ドゥレッツァ[1184]
- 4月25日 - ゴールデンハインド[1185]、コンクシェル[1186]、アルジーヌ[1187]
- 4月27日 - ロードフォンス[1188]
- 4月28日 - デルマソトガケ[1189]、アンクルブラック[1190]
- 4月29日 - エイシンフェンサー[1191]
- 5月2日 - ヒーローコール[1192]、エンペラーワケア[1193]
- 5月5日 - ロードデルレイ[1194]
- 5月12日 - マスクトディーヴァ[1195]、サンデーファンデー[1196]
- 5月14日 - キタウイング[1197]
- 5月15日 - ベルピット
- 6月5日 - ホウオウビスケッツ[1198]

## 死亡

### 競走馬・繁殖馬・功労馬
- 1月2日 - ダンスインザダーク[1199]
- 1月9日 - ラインシュナイダー[1200]
- 1月10日 - テトラドラクマ[1201]
- 1月18日 - エンパイアメーカー[1202]
- 1月24日 - サクラローレル[1203]
- 1月26日 - マイネルフロスト[1204][注 21]
- 2月5日 - ニシノフラワー[1206]
- 2月11日 - マルカダイシス[1207]
- 2月18日 - ビワタケヒデ[1208]
- 3月11日（死去発表日） - ウォーエンブレム[1209]
- 3月12日 - ショウナンカンプ[1210]
- 3月15日 - サクラシャイニー[1211]
- 4月13日 - ナリタタイシン[1212]
- 4月18日 - シングンマイケル[1213][注 22]
- 4月29日 - レットイットビー[1215]
- 4月30日 - スエヒロジョウオー[1216]
- 5月18日 - フォーティナイナー[1217]
- 5月21日 - タイムフェアレディ[1218]
- 5月25日 - シゲルホームラン[1219]
- 6月4日 - マーベラスタイマー[1220]
- 6月7日 - フィガロ[1221]
- 6月12日 - アローファイター[1222]
- 6月17日（死去報道日） - コンデュイット[1223]
- 6月22日 - ダイナマイトダディ[1224]
- 7月21日 - ビワハヤヒデ[1225]
- 7月31日 - マチカネフクキタル[1226]
- 8月3日（現地時間） - ハットトリック[1227]
- 8月8日 - ラスカルスズカ[1228]
- 9月5日 - アクティブバイオ[1229]
- 9月8日 - ウィッシュドリーム[1230]
- 9月16日 - ドレッドノータス[1231][注 23]
- 9月17日 - アークヴィグラス[1233][注 24]
- 9月24日 - ダンツシアトル[1235][1236]
- 10月7日 - マンボツイスト[1237]
- 10月29日 - アウトライアーズ[1238]
- 10月31日 - ブラックスピネル[1239][注 25]
- 11月8日 - タガノゴールド[1241]
- 11月9日 - ロッキーアピール[1242]
- 12月5日 - スイープトウショウ[1243]
- 12月8日 - シンボリクリスエス[1244]
- 12月12日 - イングランディーレ[1245][1246]

### 人物
- 1月13日 - 新山廣道（愛知県競馬組合調教師・元騎手）[1247]
- 1月31日 - 郷原洋行（元日本中央競馬会騎手・調教師）[1248]
- 2月17日 - 高市圭二（日本中央競馬会美浦トレーニングセンター所属調教師・元騎手）[1249]
- 2月18日 - 古井由吉（小説家、競馬ライター。『優駿』にて競馬随筆を連載、デイリースポーツ紙上で予想コラムを掲載）[1250]
- 3月5日 - かなざわいっせい（フリーライター。『週刊競馬ブック』誌上でコラム「八方破れ」を連載）[1251]
- 3月29日 - 志村けん（志村康徳）（タレント。馬主として日本中央競馬会に登録、アイーンベルなどを所有）[1252]
- 5月1日 - 佐藤賢二（千葉県競馬組合調教師・元騎手。南関東4冠馬トーシンブリザードやヒガシウィルウィンなどを管理。NARグランプリでは2017年に殊勲調教師賞、2018年に最優秀賞金取得調教師賞を受賞）[1253][1254]
- 6月9日 - 大城敬三（実業家・馬主。6月14日施行のエプソムカップ優勝馬のダイワキャグニーなど「ダイワ」の冠名で知られる）[1255]
- 6月11日 - 服部克久（作曲家。福島競馬場・新潟競馬場の平地競走用ファンファーレを作曲）[1256]
- 7月2日 - 手島健児（全国公営競馬調教師会連合会名誉会長、元ホッカイドウ競馬騎手・調教師。2002年に紫綬褒章を受章）[1257]
- 7月6日 - 城地俊光（岩手県競馬組合調教師）[1258]
- 8月20日 - 伊藤正徳（元日本中央競馬会騎手・調教師）[1259]
- 10月4日 - 稲葉道行（埼玉県浦和競馬組合調教師）[1260]
- 10月19日
  - 橋本善吉（競走馬生産者・（善）橋本牧場会長。1990年のJRA顕彰馬マルゼンスキーを生産。1999年 - 2006年まで北海道馬主協会会長。参議院議員・五輪相の橋本聖子の実父）[1261][1262]
  - （遺体発見）嶋田功（元日本中央競馬会騎手・調教師）[1263]
- 11月2日 - 内村寬司（愛知県競馬組合調教師・元騎手）[1264]
- 11月3日 - 國信滿（ホッカイドウ競馬調教師・元騎手）[1265][1266]
- 11月18日 - 西康幸（ばんえい競馬調教師・元騎手。ばんえい競馬騎手西将太の実父）[1267]
- 12月12日 - 法理勝弘（岐阜県地方競馬組合調教師、元高崎競馬調教師）[1268]